# Histoire de la Géorgie
Cet article concerne le pays caucasien. Pour l'État des États-Unis, voir Histoire de la Géorgie (États-Unis).
 (mars 2016).
Si vous disposez d'ouvrages ou d'articles de référence ou si vous connaissez des sites web de qualité traitant du thème abordé ici, merci de compléter l'article en donnant les références utiles à sa vérifiabilité et en les liant à la section « Notes et références ».
En pratique : Quelles sources sont attendues ? Comment ajouter mes sources ?

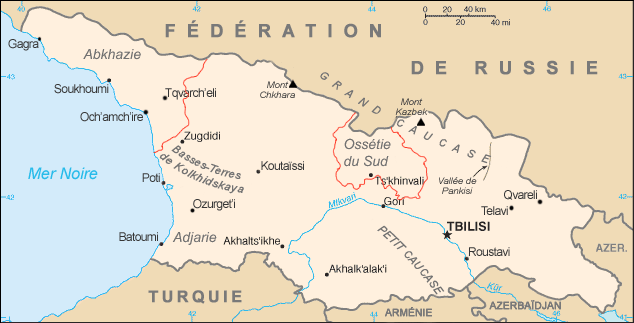
Carte CIA 2005, avec les territoires occupés par la Russie lisérés de rouge.

L’histoire de la Géorgie, pays situé à la frontière entre l'Europe et de l'Asie, dans le Caucase, s’étend sur des millénaires et s’enracine dans la préhistoire, lorsque les premiers hominidés connus hors de l’Afrique s’y sont établis il y a plus de 1,5 million d’années. Durant la Protohistoire, son territoire est l’un des foyers de civilisation agricole et lettrée, avec la Mésopotamie et l'Égypte. Depuis l’Antiquité, la Géorgie est souvent disputée entre les puissances qui l’entouraient, de l’Empire hellénistique à la Russie moderne (qui contrôle indirectement une partie de son territoire), en passant par les empires perse, pontique, romain, romain d’Orient, arabe, mongol et turc. Chacun de ces facteurs influence l’identité géorgienne sans parvenir à l’effacer.
Devenue chrétienne en 337 (prenant alors le titre de troisième nation à choisir le Christianisme comme religion d'État), la Géorgie antique, connue sous le nom d’Ibérie, se divisa à la fin du VIe siècle en plusieurs principautés qui furent finalement réunifiées au XIe siècle sous le sceptre de Bagrat III. Peu à peu, le nouveau royaume de Géorgie se développa, atteignant son apogée au XIIIe siècle sous les règnes de Georges III et de sa fille Tamar. Toutefois, les invasions ultérieures divisèrent à nouveau le pays en quatre entités différentes à la fin du XVe siècle.
Dès lors, le territoire géorgien fut partagé entre les sphères d’influence de l’Empire ottoman et de la Perse séfévide, deux puissances musulmanes rivales. Les chrétiens du Caucase se tournèrent vers l’Empire russe au XIXe siècle pour obtenir sa protection, voire pour en espérer leur libération, ce qui fut le cas de la Géorgie. Après un siècle passé sous l’égide russe, la Géorgie retrouva une éphémère indépendance en tant que république démocratique de Géorgie, avant de tomber sous la domination de l’Union soviétique, dont elle fut l’une des 15 républiques. Alors même qu’un Géorgien, le dictateur Joseph Staline, imposait un régime de terreur en URSS et était maître indiscuté du mouvement communiste mondial, les Géorgiens furent durement réprimés par les autorités soviétiques et beaucoup d’entre eux furent déportés. Profondément déconsidérée, l’URSS finit par se disloquer et la Géorgie proclama son indépendance et rejeta le régime communiste en avril 1991.
Elle tenta à plusieurs reprises de s’éloigner de la Communauté des États indépendants qui avait succédé à l’URSS, et se trouva aussitôt confrontée à de forts mouvements anti-gouvernementaux armés, ce qui mena à une guerre civile dans les années 1990, et à la sécession de deux de ses trois républiques autonomes, l’Abkhazie et l’Ossétie du Sud, d’où les majorités géorgiennes locales furent violemment chassées, ce qui mena à quatre « guerres de maintien de l’influence russe », en 1992, 1998, 2006 et 2008.

## Aux origines

### Préhistoire

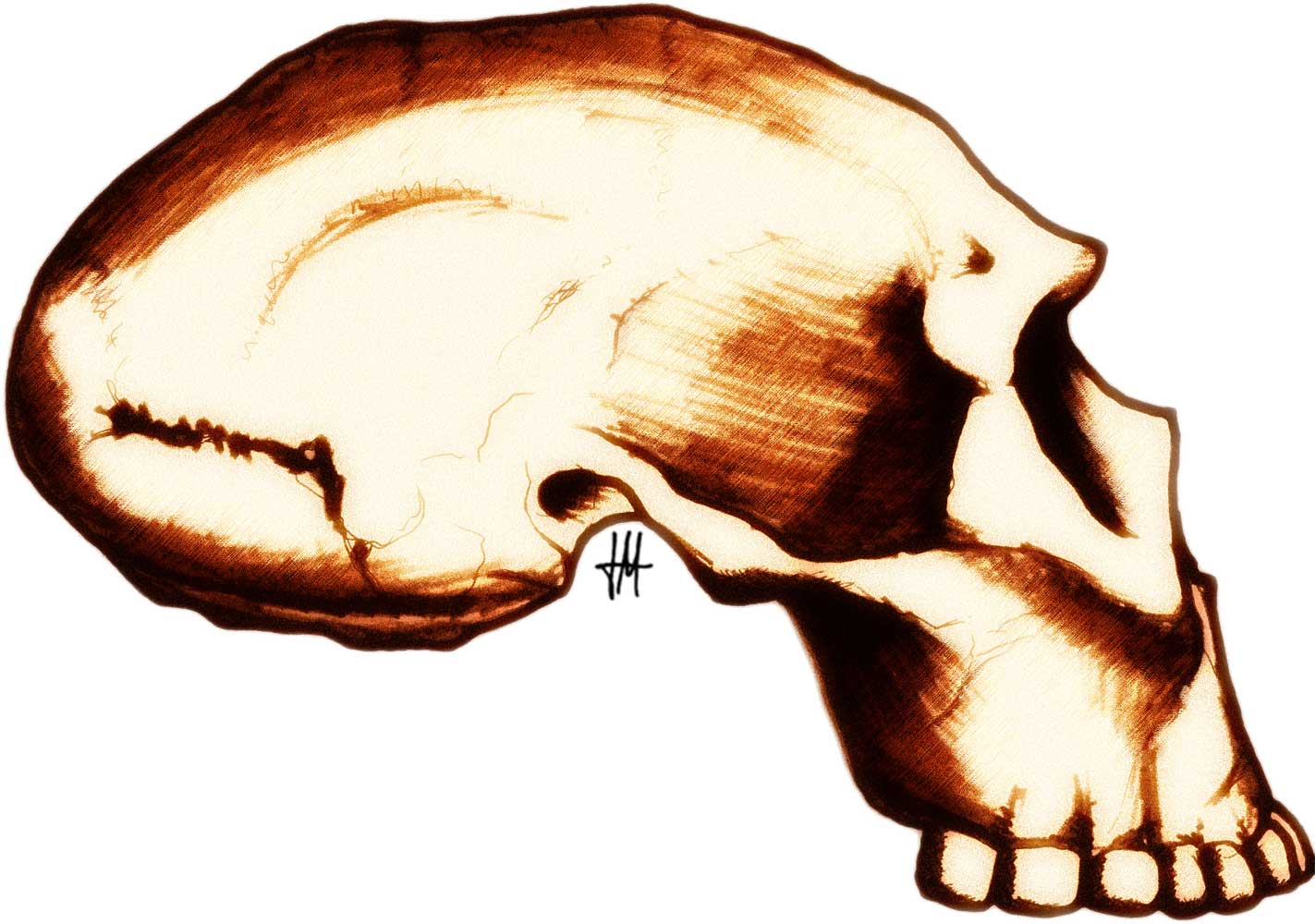
Représentation d'un crâne d'Homo georgicus

Les humains vivent en Géorgie depuis très longtemps, comme le montrent les découvertes de 1999 et 2001 de deux crânes d'Homo erectus (désormais connu sous le nom de Homo georgicus) à Dmanissi, dans le sud du pays. La couche archéologique dans laquelle Homo georgicus repose (avec des centaines d'outils en pierre et de plusieurs ossements d'animaux) date d'environ 1,8 million d'années, car la couche de lave basaltique recouvrant le site date elle-même de cette période. Le site présente ainsi la plus ancienne preuve de la présence des hommes préhistoriques en dehors du continent africain.
Des sites datant du Paléolithique inférieur tardif et de l'Acheuléen ont été découverts dans les hautes terres de Géorgie, particulièrement dans les cavernes de Koudaro (à 1 600 mètres d'altitude) et de Tsona (2 000 mètres). Des sites ouverts de l'Acheuléen sont aussi connus dans d'autres régions de la Géorgie, comme le plateau de Djavakheti, où des bifaces de l'époque ont été découverts à 2 400 mètres d'altitude.
Le premier établissement définitif sur le territoire géorgien date du Paléolithique moyen, il y a plus de 200 000 ans. Des sites archéologiques ont également été découverts dans les régions de Kartlie intérieure, d'Iméréthie et d'Abkhazie.
Protégée par les hauts sommets du Caucase et bénéficiant de la création de la mer Noire, la région aurait servi de refuge biogéographique durant le Pléistocène. Ces privilèges géographiques épargnent ainsi la Transcaucasie des multiples oscillations climatiques de l'époque et autorisent les humains à prospérer sur la plus grande partie du territoire pendant des millénaires.

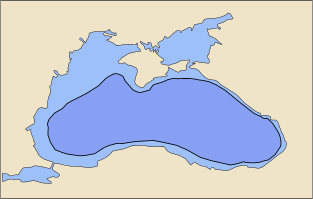
Au VIe millénaire avant notre ère, le lac Pontique devint la mer Noire

Des restes du Paléolithique supérieur ont été trouvés dans plusieurs cavernes, telles que Devis Khvreli, Sakajia, Sagvardjile, Dzoudzouana et Gvardjilas Klde. À cette époque, la partie orientale de la Transcaucasie apparaît avoir contenu une grande population (relativement aux autres régions du monde de l'époque), notamment dans les vallées du Rioni et du Kvirila, dans l'est géorgien. Le Paléolithique géorgien s'achève il y a quelque 10 000-12 000 ans et est suivi par la culture mésolithique. À cette période, les derniers changements géographiques dans le Caucase se déroulent, pour finalement atteindre l'aspect actuel.
Des signes de la culture du Néolithique et de la transition de la chasse et de la cueillette à l'agriculture et à la conservation des aliments datant de plus de 5 000 ans sont visibles en Géorgie. Les plus anciens sites néolithiques sont principalement situés dans l'ouest du pays, comme ceux de Khoutsoubani, Kistriki, Tetramitsa, Apiancha et Palouri. Au Ve millénaire av. J.-C., le bassin du Mtkvari (Koura) devient également habité de façon stable, et des établissements de la Géorgie orientale se distinguent rapidement par une longue et durable tradition, une architecture unique et des compétences remarquables dans le travail de la pierre. La plupart de ces sites sont issus de la Culture de Choulaveri-Chomou, qui fleurit durant le Chalcolithique.
La Géorgie préhistorique a connu plusieurs inventions très utiles pour le monde futur. En effet, les premières traces de la culture du vin et de la vigne (datant d'il y a plus de 6 000 ans) ont été retrouvées dans le village de Choulaveris Gora. De même, le premier vase (amphore) a été découvert par les archéologues géorgiens. Plus récemment, en 2009, les plus anciennes fibres textiles en lin, faites il y a environ 36 000 ans, ont été mises au jour dans une grotte de Dzoudzouana, en Géorgie occidentale, par une équipe américano-géorgienne.
Dans les hautes terres de l'Anatolie orientale et du Sud-Caucase, la combinaison des animaux domestiques et de la culture des fruits et des légumes rend bientôt possible la plus ancienne agriculture du monde. En raison de toutes ces caractéristiques, la région de l'actuelle Géorgie peut ainsi être considérée comme l'un des « berceaux de la Civilisation ».
- Géorgie préhistorique (en)
- Culture de Shulaveri-Shomu
- Grotte de Satsourblia, Dmanissi

- Sites préhistoriques de Géorgie (en)
- Sites archéologiques de Géorgie (en)

### L'âge du bronze, du fer et les cultures caucasiennes

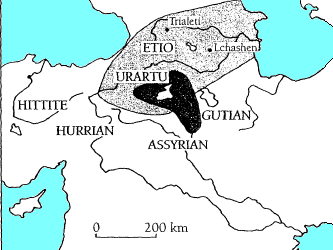
La culture kouro-araxe (clair) comparée à celle de l'Urartu (foncé)

De 3400 à 2000 av. J.-C., la région voit le développement de la culture kouro-araxe, ou première culture transcaucasienne, centrée, comme son nom l'indique, sur les bassins de la Koura et de l'Araxe. Durant cette ère, la stabilité économique axée sur la culture des bovidés et des ovidés est achevée. Les chefs locaux deviennent bientôt des hommes de pouvoir et de richesse, comme le prouvent les tumulus faits en argent, en or et en pierres précieuses, et ils assimilent en quelque temps la culture du Moyen-Orient en affichant des scènes de rituels sur les parois de leur « mausolée ». Cette vaste et florissante culture entre bientôt en contact avec la civilisation plus avancée de la Mésopotamie akkadienne, mais passe par la suite au stade du déclin, avant de se stagner vers 2300 avant notre ère, puis se diviser en une multitude de cultures régionales. L'un des plus anciens exemples d'une de ces cultures est celle de Bedeni, en Géorgie orientale.
Il existe aujourd'hui des preuves d'un développement économique considérable et d'une augmentation du commerce entre les tribus locales à la fin du IIIe millénaire av. J.-C. En Géorgie occidentale, une unique culture, connue sous le nom de culture colche, se développe entre 1800 et 700 av. J.-C., tandis qu'en Transcaucasie centrale, la culture de Trialeti atteint son apogée vers 1500 avant notre ère. Durant les derniers siècles du second millénaire avant Jésus-Christ, le travail du fer fait son apparition en Transcaucasie, avant que le véritable âge du fer débute, avec l'introduction d'outils et d'armes d'une qualité nouvelle. Ce changement important pour la culture régionale est par la suite introduit au Proche-Orient, entre le Xe et le IXe siècle av. J.-C..
Durant cette période, comme les linguistes l'ont démontré, l'unité ethnique et linguistique des Proto-Géorgiens se sépare finalement en sept branches, qui forment aujourd'hui la famille sud-caucasienne, ou kartvélienne. La première à se séparer est la branche svane, dans le nord-ouest de la Géorgie, environ dix-neuf siècles avant l'ère actuelle. La culture zane, dont seront issus le laze et le mingrélien, se sépara à son tour au VIIIe siècle av. J.-C. Sur la base du langage, il a été établi que les toutes premières ethnies géorgiennes furent composées de quatre tribus voisines : les Géorgiens propres (« Karts »), les Zanes (Colches, Mingrélo-lazes) et les Svanes. Ces tribus forment aujourd'hui la base de la nation géorgienne moderne.
- Liste des cultures pontiques, dont Culture de Trialeti, Culture de Maïkop et Culture Yamna
- Pétroglyphes de Trialeti (en)
- Hypothèse kourgane, Gasgas
- Diaokhi (Daïaène, Taokhi)
- Sites historiques de Géorgie (en) (en)

## Le Caucase, carrefour des envahisseurs
À partir de la sortie de la Transcaucasie de l'âge du bronze, la Géorgie se retrouve divisée en deux. La Géorgie occidentale, connue plus tard sous le nom de Colchide, est par la suite colonisée par les Grecs, tandis que la Géorgie orientale devient plus tard l'Ibérie…
La rivière Koura, entre Mer Caspienne et Mer Noire, est un tracé secondaire de la route de la soie.
Il existe aujourd'hui une légende sur l'origine des tribus géorgiennes. Selon la Chronique médiévale de Léon de Rouissi, les premiers humains sont venus dans le Caucase, région déserte située entre le Pont-Euxin et la Mer de Casp, à la suite de la Division des Langues et de l'épisode biblique de la Tour de Babel. Targamos, fils de Yavane, fils de Japhet, fils de Noé, est venu dans cette région de la planète avec ses enfants, dont ses deux fils aînés : Hayk et Karthlos. Le premier aurait reçu la partie sud des domaines familiaux, terres qui deviendront par la suite l'Arménie. Le second aurait reçu les terres au nord du pays, la future Géorgie.
- Voir également : Urartu, Mèdes, Parthes, Cimmériens, Sarmates, Alains...
- Ouplistsikhé

### Invasions des Scythes

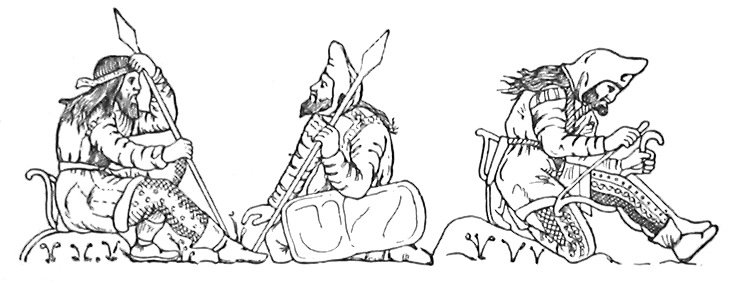
Il est probable que les guerriers khazars qui envahirent jadis la Géorgie étaient en fait des Scythes

Dès la Haute-Antiquité, le nord de la Transcaucasie a affronté de terribles invasions. En effet, durant cette période, des tribus venant du nord, probablement des Scythes, ont dévasté la totalité du Caucase, de la chaîne du Grand Caucase au « Pays de l'Ararat » (Arménie). Commençant par les Nord-Caucasiens, les Scythes ont pris bientôt toutes les forteresses transcaucasiennes. Toutefois, les villes de l'actuelle Géorgie ont été épargnées (au début) par ces invasions, grâce à une défense remarquable des Géorgiens ; mais ces fortifications ont été à leur tour détruites et les agglomérations soumises à un tribut.
Après cette rapide conquête, les Barbares nordiques auraient placé un certain Ouobos sur le trône caucasien. Cet Ouobos, au début, a affronté une courte rébellion des Dzourdzouks, bientôt soumis par les Scythes. Une fois devenu gouverneur du Caucase, Ouobos a offert à son cousin la future Albanie du Caucase, en apanage, tandis que de nouvelles rébellions se déroulaient dans cette même région. Mais bientôt, les Scythes, nommés Khazars par la Chronique de Léon de Roussi, ont été expulsés, et remplacés par d'autres envahisseurs.

### Arrivée des Perses

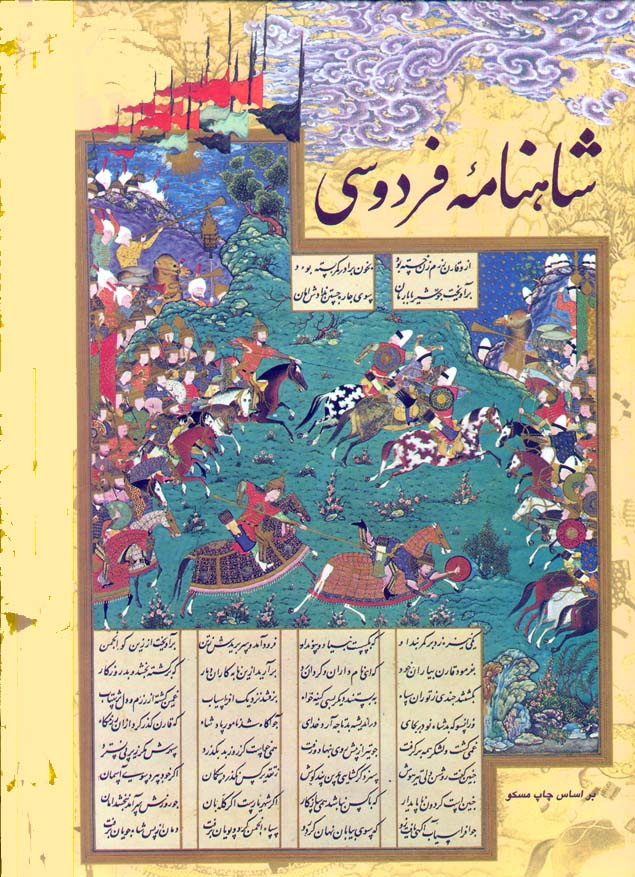
D'après le Shâh Nâmeh et les anciennes chroniques géorgiennes, les Perses firent leur première invasion en Géorgie durant la Haute-Antiquité

Après l'invasion des Scythes, l'histoire de la Transcaucasie se confond avec les légendes du Livre des Rois (Shâh Nâmeh). Il est dit qu'après plusieurs années de domination khazare, Fereïdoun, roi de Perse, a envahi la région, après avoir vaincu en quelque temps les premiers envahisseurs. Il a divisé le Caucase en plusieurs régions, dans lesquelles il a placé un eristavi (Gouverneur). Plus tard, un de ces généraux persans, Ardam, est venu définitivement à bout des Scythes et s'est fait l'Eristavi de Karthli. Il a conquis toute la région jusqu'au col de Daryal, et fondé la ville de Darouband. S'établissant à Mtskhéta, il a fortifié la Citadelle d'Armaz, pilier de la mythologie géorgienne de l'époque, puis a entouré sa capitale de murs de défense.
Quand le roi Fereydoun sent son heure arrivée, il partage son royaume entre ses trois fils : Salm, Tour et Īraj. Ce dernier reçoit la part la plus importante des conquêtes de son père avant lui, dont le Karthli. Mais les multiples guerres fraternelles entre les trois monarques permettent au gouvernorat géorgien de se déclarer indépendant. Il est probable que les Karthles s'allient avec les Grecs qui commencent à émerger et à introduire leur culture sur les rives orientales du Pont-Euxin.
Une coalition importante, menée par les Géorgiens, les Grecs et les Ossètes (arrivés récemment, après l'invasion perse) réussit à se rebeller avec succès contre l'autorité des Perses. Le pays indépendant entretient alors des relations avec les Juifs qui viennent de franchir la mer Rouge (?), et la Transcaucasie entière adopte le judaïsme comme religion.
Toutefois, la courte indépendance de la Géorgie s'achève bientôt quand le monarque Kekapous (?), qui règne pour le compte des Perses dans l'actuel Azerbaïdjan, réussit à rendre les Géorgiens ses tributaires.
Mais les sentiments nationalistes des Caucasiens de l'époque leur permettent de se rebeller une nouvelle fois, après avoir vaincu le même Kekapous, qui envoie à son tour son petit-fils Kaikhosro (?) reprendre contrôle de la Géorgie et de l'Arménie.

### Alexandre le Grand et l'aube de l'indépendance

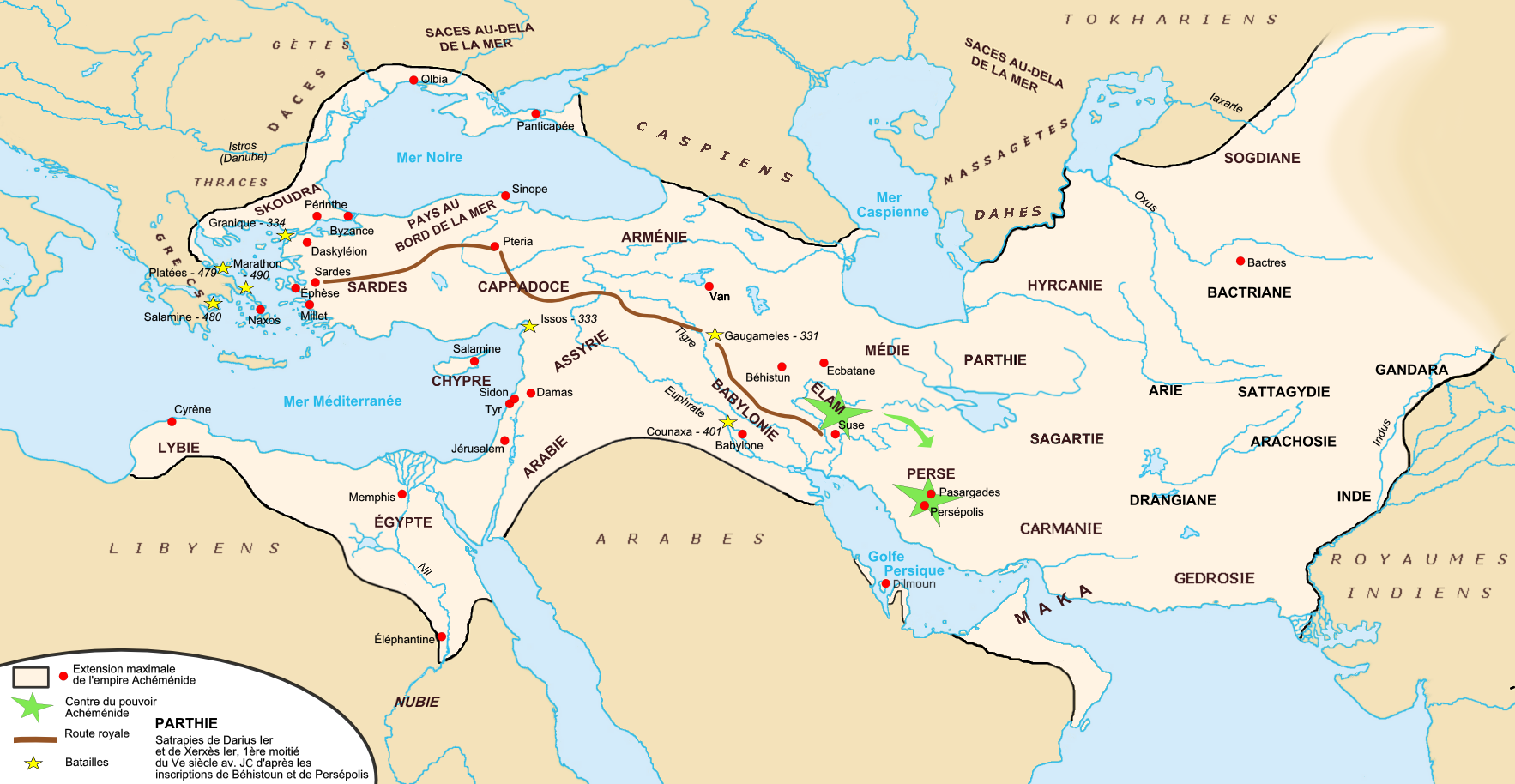
L'empire achéménide à son apogée. Alexandre le Grand fait la conquête de la plus grande partie de cet empire.

Plusieurs années plus tard, quand Kaikhosro est déjà un général célèbre, une guerre éclate entre Perses et Touraniens. Ces derniers, défaits, décident de s'allier aux Géorgiens, qui parviennent à se révolter contre leurs suzerains. L'indépendance du Caucase est renouvelée et le pays est dès lors connu pour être une terre d'asile pour tous les réfugiés, venant du sud, du nord, de l'est ou de l'ouest. Ainsi, dans les années 580 av. J.-C., après la prise de Jérusalem par les Babyloniens, plusieurs colons juifs viennent se réfugier en Géorgie, auprès du Mamasakhlissi (Archonte) de Mtskhéta, dont la famille règne sur le Karthli depuis des siècles. Les générations suivantes sont illustrées par de multiples retournements de situation : maintes fois, les Perses tentent de reprendre la Transcaucasie, mais maintes fois, les Géorgiens, alliés aux Arméniens, se révoltent.
Après une longue période de confusion dans laquelle les Géorgiens ne savent guère à quelle nation ils appartiennent, le jeune roi de Macédoine Alexandre III, connu désormais sous le nom d'Alexandre le Grand (356-323), fait sa première apparition aux frontières du Caucase. En une seule expédition, il réussit à soumettre le pays, qu'il vide de tous ses colons étrangers. Intégrée à l'empire macédonien comme un pays vassal, la Géorgie se voit soumise à un roi d'origine grecque, Azon. Ce dernier, tyran, fait tuer la presque totalité des descendants du mythique Karthlos. En quelques années, il soumet la totalité des tribus caucasiennes (excepté l'Arménie) et introduit en Géorgie les cultes grecs. À la mort d'Alexandre, le Caucase est dans le lot du diadoque Eumène de Cardia (362-316), avant de se soumettre au roi Séleucos Nicator (358-281).

## L'antique Ibérie (de -302 à +580)

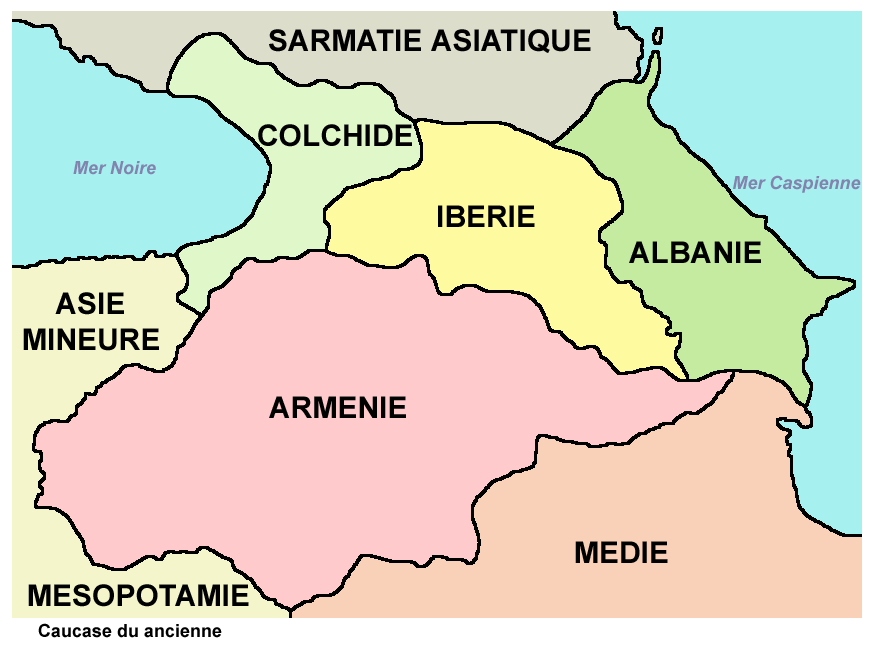

Mais la tyrannie d'Azon (IVe siècle av. J.-C.) n'est pas la meilleure solution pour le maintenir sur son trône.
Afin de légitimer son pouvoir, il fait tuer tous les probables opposants, dont Samara, Mamasakhlissi de Mtskhéta, et sa famille.
Toutefois, la belle-sœur de celui-ci réussit à s'échapper avec ses enfants, qui grandissent dans les montagnes du Caucase. Pharnabaze, un des neveux de Samara, revient un jour dans sa patrie et, grâce aux richesses qu'il a accumulées, fait une alliance avec le souverain d'Egrissi, Koudji. Les deux réussissent également à se mettre en accord avec les tribus du Caucase et bientôt, ils mènent une révolte populaire contre Azon de Mtskhéta, qui finit tué durant la guerre. Devenu unique souverain du Karthli, il devient le suzerain de toutes les régions qui l'ont aidé, et il est reconnu comme vassal mais aussi comme roi par le roi Séleucos Ier de Syrie.
Devenu roi d'Ibérie (nom occidentalisé du Karthli, de -302 à 580), Pharnabaze ne tarde guère à soumettre la totalité de son pays et remporte une courte guerre contre l'Arménie, soutenue par Cassandre de Macédoine (350-298). Par la suite, il réorganise le pays, divisant sa contrée en neuf régions, gouvernées par des eristavis ou bien par un officier militaire du titre de Spaspet. Il officialise le panthéon géorgien, et donne de cette manière une seule religion à son peuple, puis réforme la langue du pays, et serait le créateur de l'alphabet géorgien.

### Les débuts, entre difficulté et gloire (230-90)

Le royaume d'Arménie à son apogée, sous Tigrane II, qui soumet l'Ibérie en -90

Pharnabaze Ier (299-234) meurt au milieu du IIIe siècle av. J.-C., laissant à ses successeurs un royaume supposé puissant et uni.
Dès que Sauromace (234-175) succède à son père, la noblesse du pays se révolte contre son roi, qui doit se réfugier dans les montagnes du Caucase. Les tribus alliés à l'Ibérie envahissent alors le pays et éliminent la noblesse révoltée, en replaçant sur le trône Sauromace, qui nomme des dignitaires caucasiens comme gouverneurs de certaines régions. Par la suite, les mêmes Caucasiens brisent l'alliance et dans les années -140, ils envahissent une nouvelle fois le Karthli, mais cette fois-ci pour y rester. La défense, menée par le roi Mirvan Ier (162-109), sort vainqueur de l'invasion, la première de l'histoire de l'Ibérie, et même renforcée car ainsi, Mtskhéta (capitale de l'Ibérie) réaffirme son pouvoir auprès des nobles. Bientôt, le même roi Mirvan Ier fait alliance avec l'Arménie voisine, dirigée par la nouvelle dynastie artaxiade.
Dans les années 100 av. J.-C., le royaume d'Ibérie se développe considérablement. De nombreux temples en l'honneur des divinités locales sont érigés et de nouvelles villes construites. Toutefois, le culte géorgien est délaissé par le roi Parnadjom Ier (en fonction en 109-90) qui introduit la religion grecque en Géorgie, au détriment du peuple, qui finit par se rebeller contre son monarque, forcé de se réfugier en Syrie, auprès de ses protecteurs.
Le roi d'Arménie en profite et, en 90 av. J.-C., Tigrane II le Grand place son cousin Artaxias (en fonction en 90-78) sur le trône, après une courte guerre, devenant ainsi le suzerain de l'Ibérie.

### Soumission à Rome (90-65)

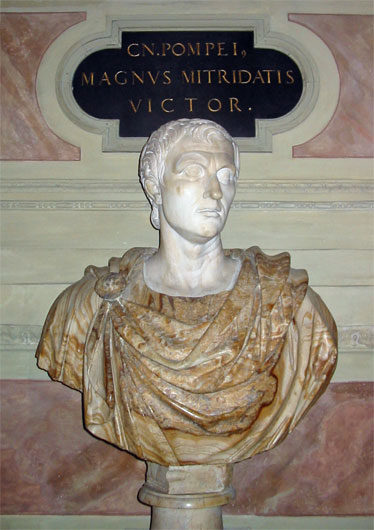
Buste de Pompée le Grand

Durant la période d'occupation arménienne de l'Ibérie, le royaume ne se développe plus guère qu'architecturalement. Jusque dans les années -30, en effet, les monarques issus de la dynastie artaxiade font construire plusieurs villes et agrandissent leur capitale, Mtskhéta. Toutefois, ces constructions ne sont guère suffisantes pour empêcher les Parthes (qui montent en puissance) de dévaster la région. Plusieurs raids organisés par les Arsacides viennent à bout des Séleucides, les protecteurs traditionnels de l'Ibérie. Parallèlement, la Géorgie occidentale souffre également : le royaume du Pont grandissant soumet à son tour la Colchide, qui devient un simple fief pour le fils puîné du roi.
Mais les vrais problèmes commencèrent dans les années -60. À cette époque, l'Ibérie, l'Arménie et l'Albanie du Caucase ont rejoint le royaume du Pont lors de la Troisième guerre pontique, que se menaient le général Pompée le Grand et le roi Mithridate VI. Bientôt, l'Albanie du Caucase est soumise à la République romaine, tandis que l'Arménie est vaincue en 69 av. J.-C. 
L'Ibérie reste alors seule, contre la puissante république, qui, en une seule bataille (celle d'Armaz) vient à bout des forces du roi Artocès Ier (printemps -65).
L'Ibérie perd alors le soutien de l'Arménie et se retrouve vassalisée par les Romains.
- Géorgie à l'époque romaine (en)
- Campagne de Pompée au Caucase (-65) (en), Bataille de Pelorus (-65) (en)

### Entre Perses et Romains (-65 à 200 environ)
Dès l'an -65 et la défaite des Ibères contre Pompée le Grand (106-48), le royaume d'Ibérie s'affranchit de la suzeraineté arménienne pour rejoindre la sphère d'influence romaine. À partir de ce moment et jusqu'à l'annexion de l'Ibérie par la Perse à la fin du VIe siècle, la région est un motif majeur de dispute entre Romains et Parthes (plus tard remplacés par les Perses).
Ainsi, en 30 av. J.-C., le roi artaxiade Pharnabaze II est détrôné puis tué par le prince Mirian, descendant des anciens rois pharnabazides, et élevé en Parthie. L'Ibérie est ainsi sortie provisoirement de la sphère d'influence romaine pour être incorporée au sein du monde arsacide. Mais trente ans plus tard, les Artaxiades reviennent en force et, faisant tuer le roi d'Ibérie, placent sur le trône le roi Pharsman (1-58), par sa famille descendant de toutes les dynasties régnantes d'Ibérie.
Sous le règne de Pharsman Ier, l'Ibérie connait une période de croissance considérable. Non seulement en dehors de l'influence parthe, il réussit à devenir relativement indépendant vis-à-vis de Rome. De plus, il double la superficie de son royaume, allant même jusqu'à soumettre son ancien suzerain, l'Arménie. Ainsi, en l'an 35, il envahit l'Arménie parthe et place sur le trône son frère, Mithridate, qu'il remplace en 51 par son propre fils, Rhadamiste, aujourd'hui tristement connu pour le drame français du XVIIIe siècle Rhadamiste et Zénobie. Le roi Pharsman a également l'intention de transformer la vassalité de l'Arménie en une annexion totale, se réservant de donner le pays en fief à son fils puîné. Mais ce projet échoue en 54 lorsque les Parthes reviennent en force et envahissent l'Arménie. Rhadamiste doit se réfugier en Ibérie, puis est tué sous les ordres de son père, prétextant un complot, mais sûrement en raison de cet échec.
L'histoire de l'Ibérie devient trouble dès la mort de Pharsman. En effet, il existe aujourd'hui deux théories concernant la succession du roi. La première est celle de la division. Il est dit dans la Chronique de Léon de Roussi (XIIIe siècle) qu'à la mort du roi, la noblesse s'accorde à diviser l'Ibérie en deux : le royaume de Mtskhéta et le royaume d'Armaz. Le premier, correspondant au nord de la rivière Mtkvari, aurait été attribué au fils aîné du défunt monarque, Bartom II, tandis que le fils cadet de celui-ci, Qartam, aurait reçu l'autre partie, le royaume d'Armaz. Mais malgré les efforts d'alliance, notamment contre l'Arménie, les deux royaumes se trouvent finalement ennemis, en raison de leurs influences : tandis que Mtskhéta est vassalisé par les Parthes, Armaz s'allie avec Rome. Selon cette même version, l'Ibérie reste ainsi divisée jusqu'à ce qu'en 129, après une guerre civile, le roi d'Armaz Rhadamiste réussisse à réunifier la Géorgie orientale. La seconde hypothèse, émise pour la première fois par Marie-Félicité Brosset (novembre 1849), doute de l'exactitude de cette succession royale. Cette thèse, par la suite développée par le généalogiste Cyrille Toumanoff, nie complètement la division de l'Ibérie, en donnant le prince Mihrdat comme successeur de son père Pharsman.
D'après cette dernière version, aujourd'hui acceptée par la majorité des historiens, l'Ibérie regagne de sa gloire en 116, lorsque Pharsman II, dit « le Bon », accède au trône. Ce descendant de son premier homonyme règne toujours sous la protection de Rome dans les années 120 quand, grâce à sa puissance, il change son titre de vassal en « allié » de Rome. Il s'entretient avec l'empereur romain Hadrien en Anatolie, avant de visiter Rome sous le règne d'Antonin le Pieux. Là, il se prépare à une guerre probable contre les Parthes, mais la mort brusque de Pharsman à la fin des années 130 anéantit ce projet. Par la suite, l'Ibérie conserve ce même statut d'allié de l'Empire romain pendant plusieurs décennies. Dans les années 180, l'Ibérie s'empare de l'Alanie, mais la puissante alliance avec Rome s'achève en 189, quand les Parthes détrônent le roi Amazasp II, pour placer un prince arsacide sur le trône géorgien, Rev, dit « le Juste », qui continue la politique intérieure de ses prédécesseurs en développant le pays et en supprimant les sacrifices humains du culte ibère, mais se rangeant sous l'influence parthe.
- Guerres perso-romaines (de -54 à 628)
- Guerre Ibérie-Arménie (50-54) (en)
- Guerre d'Ibérie (526-532)
- Guerre lazique (541-562)

### Conversion au christianisme (300-400)
Le destin de l'Ibérie change en 224, quand le prince Ardachir Ier s'empare de la Parthie pour fonder l'Empire sassanide. Dans les années 280, une coalition formée de l'Ibérie, de l'Arménie et de l'Empire romain commence une guerre contre les Sassanides dans le but de rétablir le roi Khosrov II en Arménie occidentale.
La coalition est victorieuse, mais bientôt, les Perses se vengent et en 284, le roi Vahram II envahit l'Ibérie et oblige le roi Aspagour à se réfugier dans les montagnes du Caucase, où il meurt. Alors, la noblesse géorgienne, qui s'occupe de la succession royale, décide de s'allier avec la Perse afin d'éviter une annexion probable, et demandent le prince perse Mirian (277-361) pour roi. Celui-ci, devenu en 284 Mirian III d'Ibérie, rapproche son nouveau royaume de la Perse. Cependant, au fil du temps il l'oriente en définitive vers l'Occident : s'alliant d'abord avec le royaume du Bosphore, avant de marier son fils aîné à une fille du roi arménien Tiridate IV. Finalement, dans les années 320, il entame une longue série d'ententes avec l'empereur romain Constantin Ier.

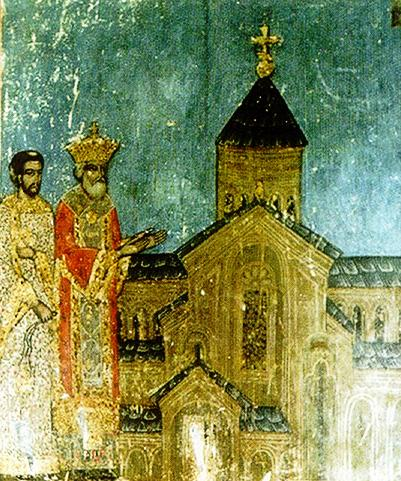
Mirvan III et Nana d'Ibérie sont les premiers souverains chrétiens de la Géorgie

À cette époque, la religion officielle des rois d'Ibérie n'est guère définie. Des cultes locaux, elle passe au paganisme grec, avant de s'orienter vers le mazdéisme.
Mais d'un autre côté, le christianisme commence à se répandre dans le pays : depuis le Ier siècle, des communautés chrétiennes se forment un peu partout en Géorgie, et, dès le début du IIIe siècle, les rois ibères sont initiés à cette nouvelle religion.
Dans les années 330, sainte Nino de Cappadoce (296-340) arrive dans les frontières de l'Arménie, alors vassale de l'Ibérie, et se met à convertir les païens locaux. Vers 335, elle réussit à atteindre la reine Nana, mais son époux, le roi Mirvan III, reste perplexe vis-à-vis de la nouvelle religion, qui a déjà gagné l'Arménie. Le samedi 20 juillet 337, Nino parvient enfin à faire baptiser le roi, qui fait adopter le christianisme comme religion d'État. Il crée par la même occasion le Catholicossat d'Ibérie et des centaines de Géorgiens sont baptisés. Cet évènement change ainsi considérablement l'Ibérie qui choisit fermement ses positions, et s'allie à Constantinople. Mirian III va même jusqu'à aider l'empereur Constance II contre les Perses lors d'une guerre en 360.
Mais les Perses n'apprécient guère cet affront, et choisissent la force comme riposte.
En 363, le chah Chapour II (309-379) envahit la Géorgie, et place sur le trône ibère Varaz-Bakour, un fils de Mirvan III, Miria III, qui a choisi le camp perse.
Les Romains ne reconnaissent pas ce Varaz-Bakour comme roi d'Ibérie, et envahissent à leur tour la région pour venir en aide à l'ancien roi Sauromace II. En 370, une paix est conclue entre Romains et Perses : la Géorgie se retrouve divisée en deux, la partie occidentale attribuée à Sauromace en tant que vassal chrétien de Constantinople, et la partie orientale au pion perse. Toutefois, de nouveaux problèmes contre les envahisseurs, notamment les Goths, empêchent les Romains de venir en aide à Sauromace dont les terres sont annexées par la partie persane en 378, les Romains se bornant à ne pas reconnaître la soumission de l'Ibérie aux Perses.
Il faut attendre 387 et la signature de la Paix d'Acilisène pour que Constantinople abandonne définitivement ses prétentions sur le Caucase.
- Christianisation de l'Ibérie
- Christianisation de l'Arménie (en)
- Basilique de Dolopochi (en) (vers 387)
- Monastère de Samtavro (vers 380, Mtskhéta)
- Basilique de Chabukauri (en) (vers 450 ?)
- Les treize pères assyriens (en)

### Court apogée (450-500/520)
En 407, le roi Pharsman IV se rebelle contre la domination persane et s'allia avec l'Empire romain d'Orient, qui malheureusement ne peut aider l'Ibérie contre une nouvelle soumission en 411. Après avoir perdu toutes chances de récupérer leur indépendance et leur ancienne gloire, les souverains régionaux se vassalisent définitivement auprès des Perses dans les années 420, période où le Christianisme redevient la religion officielle de l'État ibère. Les derniers règnes de la période antique sont relativement calmes, et ce jusqu'en 458.
À cette date, un nouveau personnage apparait sur la scène historique du Caucase : Vakhtang Gorgassali (440-502/522), qui a accédé au trône quelques années plus tôt, mais sous la régence de sa mère, une princesse persane.
Une fois acquis les pleins pouvoirs (tout comme le réalise plus tard Louis XIV de France), il soumet toute la noblesse.
Mais il doit bientôt affronter de nouveaux envahisseurs, les invasions des Byzantins qui occupent déjà toute la Lazique et l'ancienne Colchide, avant de se présenter contre les Alains et les autres tribus caucasiennes. Bientôt, il s'allie et forme une sorte de coalition avec les autres pays transcaucasiens et la Perse contre les Barbares, et vient à bout des ancêtres des Ossètes après une guerre qui détermine le sort de cette tribu.
Ensuite, Vakhtang s'oppose à Byzance, et, après avoir dévasté toute l'Anatolie et une partie de l'Asie mineure, il conclut une paix avec Constantinople et épouse la fille de l'empereur Zénon. En réponse à cette alliance, les Sassanides décident de récupérer le contrôle sur l'Ibérie et envahissent la région. Vakhtang doit se réfugier en Géorgie occidentale, d'où il prépare une nouvelle guerre contre les Perses et réussit à les vaincre dans une bataille finale en 502.
Durant cette période de gloire pour l'Ibérie, d'importants changements intérieurs se produisent également. Le roi Vakhtang Gorgassali fait construire de multiples églises et, sous son règne, le christianisme remplace le zoroastrisme.
Roi pieux, il ne s'empêche toutefois pas de renvoyer l'évêque Mikhail et de faire amener en Ibérie le prêtre grec Pierre, qui commence un règne religieux en déclarant son indépendance vis-à-vis du Patriarcat de Constantinople. Puis finalement, le Ve siècle est également un siècle d'amélioration pour l'Ibérie : après avoir rajouté l'Egrissi et la Tao à son royaume, Vakhtang imite ses prédécesseurs et fait construire plusieurs villes. La plus célèbre est Tbilissi, qui va obtenir le titre de capitale dans les années 510. Tbilissi reste encore longtemps la capitale de la région et une fois la Géorgie établie au Moyen Âge, elle devient sa capitale définitive.

### Annexion persane
À la mort du roi Vakhtang Gorgassali (440-502 ou 522), l'Ibérie est divisée en deux, dans un partage familial entre les enfants du défunt monarque : la partie orientale (avec Tbilissi, et le titre de roi) est attribuée au fils aîné de Vakhtang, Vatché II, qui doit se résigner à accorder à ses demi-frères puînés Levan et Mihrdat l'occident du royaume avec le titre d'archiduc. Une nouvelle fois divisée sous deux sphères d'influence différentes (Sassanides pour le royaume et Byzantins pour l'archiduché), l'Ibérie entre dans un court déclin qui se solde bientôt en annexion définitive de la Perse.
Au début des années 550, l'Ibérie doit se résoudre à abandonner tout espoir venant de l'Empire byzantin, alors trop occupé dans ses conquêtes en Italie, et le roi Pharasman V accepte officiellement la suzeraineté persane, en échange de la préservation de son pays et de sa religion.
Les Sassanides ne respectent pas tout à fait leur part du contrat et annexent en quelques années la basse-Ibérie, où se situe Tbilissi. Bientôt, le royaume se limite à la seule région d'Oudjarma et il ne fallut attendre que la mort du roi Bakour III, dans les années 580, pour que la Transcaucasie soit totalement incorporé à la Perse, sans même une opposition de la noblesse, alors pourtant en réclamation de leurs droits d'indépendance vis-à-vis de l'Ibérie.
- Forteresse d'Oudjarma (en) (Kakhétie, Sagaredjo (municipalité))

## L'époque médiévale

### Entre Sassanides, Byzantins et Arabes
Mais la domination totale de la Perse en Ibérie dure peu.
Dès 588, la population locale soutenue par la noblesse se révolte contre la tyrannie du chah Hormizd IV (579-590) et appelle Gouaram, un prince géorgien réfugié en Lazique depuis l'annexion persane, pour régner sur le trône ibère. Celui-ci accepte, mais ne prend pas le titre de roi, gardant celui de Prince-Primat, ou erismtavari, avant de se soumettre à l'Empire byzantin de Maurice Ier et d'être nommé par ce dernier Curopalate d'Ibérie.
Le successeur de Gouaram, Stéphanos Ier (590-627), se retrouve dès les premières années de son règne dans une des nombreuses guerres que se livrent Sassanides et Byzantins.
Pour conserver son trône et dans la crainte d'une grande victoire perse, le monarque ibère doit retourner sous la domination du chah Khosro II, malgré son christianisme.
La victoire romaine de 591 ne change rien à son statut.
Bien au contraire, Constantinople s'allie avec les Khazars et fait envahir l'Ibérie persane par ces barbares du nord. Ziebil, leur khan, atteint bientôt la frontière azerbaïdjanaise avec ses dizaines de milliers de troupes, et, après un long siège, Tbilissi, redevenue capitale de la Géorgie orientale, tombe aux mains des alliés khazaro-byzantins.
Le prince-primat Stéphanos est décapité, et sa tête envoyée à Constantinople, tandis que l'empereur Héraclius Ier place sur le trône le prince de Kakhétie Adarnassé, fils du dernier roi Bakour III.

Empire omeyyade à son apogée

Mais tout bascule à nouveau en 645, quand de nouveaux conquérants arrivent aux portes de la Géorgie, les Arabes.
Une fois convertis à l'Islam, ils se lancent de conquêtes en conquêtes.
En 634, les musulmans parviennent aux frontières sassanides et commencent une annexion progressive de l'empire perse qui va durer jusqu'en 651.
Entre-temps, en 645, ils sont arrivés à un niveau où ils peuvent facilement venir à bout de la faible Transcaucasie.
Dès 650, le prince-primat Stéphanos II doit accepter la suzeraineté arabe sur ses domaines.
Après une courte transition byzantine, l'Ibérie devient une province vassale du Califat omeyyade.
Sous le long règne d'Artchil Ier (663-748), les domaines géorgiens existent dans une période de calme relatif et de développement intérieur, illustré par les alliances entre la famille princière et la noblesse et la construction de nombreuses églises, symbolisant toutefois un refus de la Géorgie d'adopter l'Islam comme religion d'État. Cela provoque une nouvelle série de raids des Arabes en Ibérie et l'exécution d'Artchil Ier, désormais connu sous le nom de « Martyr ».
En 786, la dynastie des Bagrations, qui, originaire d'Arménie, règne sur le duché de Tao depuis près d'un siècle, accède au trône d'Ibérie sous la personne d'Achot Ier, qui décide de s'émanciper de la domination arabe en Géorgie, et déplace alors le centre administratif et religieux de la nation géorgienne du Karthli central à ses domaines héréditaires de Tao-Klardjétie, où il se reconnait vassal de l'Empire byzantin.
Les Abbassides de Bagdad décident alors d'annexer totalement la région de Tbilissi et créent un Émirat de Tiflis (736-1122) en remplacement de l'ancienne Ibérie.
Achot se sentant en danger s'allie avec une nouvelle puissance caucasienne, le royaume d'Abkhazie, entité qui remplace l'Egrissi byzantine depuis les années 780. Avec cet État, il réussit à reprendre le contrôle de la région, sauf Tiflis (nouveau nom de Tbilissi), toujours aux mains des Arabes, alliés quant à eux à la Kakhétie.
Achot Ier meurt en 830 et ses domaines sont alors divisés entre ses fils.
Le titre de Prince-Primat d'Ibérie et le duché de Tao Inférieur reviennent toutefois à son second fils, Bagrat Ier qui doit se soumettre à nouveau au Califat abbasside, tout en gardant le titre de Curopalate.
En 888 (ou 899), une nouvelle période pour la nation géorgienne s'ouvre, quand le prince Adarnassé IV d'Ibérie, allié au roi d'Arménie Smbat Ier, prend le titre de « Roi des Géorgiens ».
Et, même si son règne fut principalement illustré par l'invasion et l'établissement de la domination abkhaze sur la Transcaucasie centrale, c'est la première fois que le nom de Géorgie est utilisé dans une titulature royale.
Par ailleurs, cette domination du royaume d'Abkhazie s'achève bientôt quand un nouveau personnage apparait sur la scène géorgienne : David le Grand (930-vers 1000).

### Unification de l’État géorgien
David III Bagration, devenu souverain de la province héréditaire de Tao-Klardjétie en 966, à la mort de son père Adarnassé V.
Par la même occasion, il reçoit la distinction de Curopalate d'Ibérie, titre plus courtois qu'autre chose, l'Ibérie étant alors sous domination abkhaze.
Toutefois, laissant tomber la situation transcaucasienne, il s'aventure vers le sud et en quelques années, il soumet les États musulmans qui le bordent, diffusant par la même occasion la culture géorgienne du Pont au lac de Van. Devenu l'une des principales puissances régionales, David III parvient à se faire respecter par le Basileus Basile II qui n'hésite pas à s'allier avec lui, comme le font les usurpateurs Bardas Sklèros et Bardas Phocas dans les années 980 et les rois arméniens Smbat II et Mouchel de Kars.

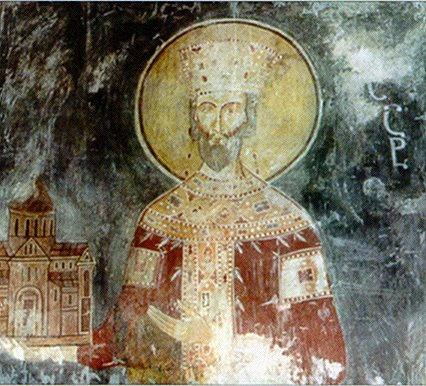
Le roi Bagrat III achève l'unification de la Géorgie en 1010

Mais il reste un problème dans la succession de David III, désormais surnommé « le Grand », l'absence d'héritier direct.
Pour remédier à cette situation, il décide d'adopter son petit-cousin, élevé à sa cour, le prince Bagrat (960-1014).
Souhaitant transmettre un pouvoir de facto à son nouveau descendant, David décide de s'allier avec le gouverneur révolté d'Ibérie Ioané Marouchisdzé, qui n'accepte ni la domination abkhaze ni celle de la Kakhétie, qui a envahi la région quelques années plus tôt.
En 976, il réussit grâce aux conflits internes du royaume d'Abkhazie à vaincre les suzerains de la Géorgie intérieure et fait couronner Bagrat roi d'Ibérie, avant de le placer sous la régence du père naturel de son fils adoptif, Gourgen Ier.
La noblesse, n'acceptant pas de bon cœur cette nouvelle domination des Bagrations, décide de faire appel aux Kakhs récemment expulsés de la région, et qui reprennent contrôle de l'Ibérie en 978, avant d'être à nouveau vaincus par David le Grand, qui confie cette fois-ci la régence de Bagrat à sa mère Gourandoukht.
Cette dite Gourandoukht est à l'origine une princesse de la famille royale d'Abkhazie, sœur du roi Théodose III (?-980).
Ce monarque a toutefois également un problème de succession, et s'accorde avec la noblesse locale pour nommer son neveu Bagrat héritier. Bientôt détrôné grâce aux efforts de Ioané Marouchisdzé (alors au service de David de Tao), Théodose doit se réfugier en Tayk et Bagrat devient roi d'Abkhazie sous le nom de Bagrat III. Unifiant ainsi l'ouest et le centre de la Géorgie, il grandit en puissance, ce qui attise la jalousie de son protecteur David III Bagration qui mène par ailleurs une courte guerre contre lui dans les années 990, guerre sans répercussion durable.
Ce dernier, assassiné en 1000, lègue à l'empire byzantin ses domaines, en raison de son soutien à l'usurpateur Bardas Phocas en 987.
Ces terres sont définitivement perdues pour la Géorgie, mais une reconnaissance par Bagrat III de la nouvelle acquisition de l'empereur Basile II lui permet de recevoir le titre de Curopalate à son tour.
En 1008, l'Ibérie et le royaume des Géorgiens tombent entièrement dans les mains du jeune prince, quand son père naturel Gourgen Ier meurt à son tour. Encouragé par ses exploits, Bagrat III décide d'entreprendre une campagne militaire contre la principauté de Kakhétie qui doit se résigner en 1010.
À cette date, l'unification de la Géorgie est un véritable exploit. Pour la première fois, un État englobe la totalité de la nation géorgienne (si on ne prend pas en considération la Tao désormais byzantine) et le sceptre royal porte le brillant titre de « Roi des Abkhazes, des Kartvèls, des Rans et des Kakhs ».

### Débuts difficiles
La première campagne de l'histoire de l'État géorgien, organisée dès l'an 1012, est dirigée contre l'émirat cheddadide de Gandja dont le souverain, Fadloun, mène des raids destructeurs dans l'est du pays depuis des années. Heureusement, grâce à une alliance stratégique avec l'Arménie de Gagik Ier, l'État musulman doit bientôt demander la paix et commencer à payer tribut, le kharadj, avant de se reconnaître vassal de Bagrat III (960-1014). À la suite de cette première campagne victorieuse, le roi se dirige contre son allié l'empire byzantin dans le but de reconquérir les terres de Tao-Klardjétie perdues à la mort de David III Bagration. À l'aide d'une diplomatie habile et d'une nouvelle alliance avec le Califat fatimide, il réussit à prendre la Klardjétie (en) (dans la province d'Artvin), laissant toutefois le Tayk aux Byzantins, après avoir fait exécuter les gouverneurs de la région, Soumbat et Gourgen Bagration.
Bagrat III continue à régner comme un monarque absolu et amena son nouveau pays dans un court apogée, réussissant à étendre sa puissance jusqu'en Arménie et dans l'actuel Azerbaïdjan, avant de mourir dans une vieillesse assez tranquille, le 7 mai 1014.
Son successeur Georges Ier (996?-1027) doit affronter de multiples problèmes intérieurs et extérieurs dès son avènement.
En quelques mois, la Kakhétie réussit à redevenir indépendante grâce à une révolte des nobles que Bagrat III a redomiciliés en Abkhazie, ce qui amène les Byzantins à renforcer leurs positions dans le Tao, dans le but de préparer une invasion à plus grande échelle.
En 1016, l'empereur byzantin, Basileus Basile II (958-1025) est appelé en Bulgarie pour vaincre des envahisseurs barbares et Georges Ier profite de la situation pour, après s'être allié à nouveau avec les Arabes, occuper la région. De là, il se pose en médiateur dans le conflit civil qui occupe l'Arménie durant cette période (le roi géorgien va envahir par ailleurs Ani et obliger le royaume arménien de Smbat III à se reconnaître comme vassal de la Géorgie).

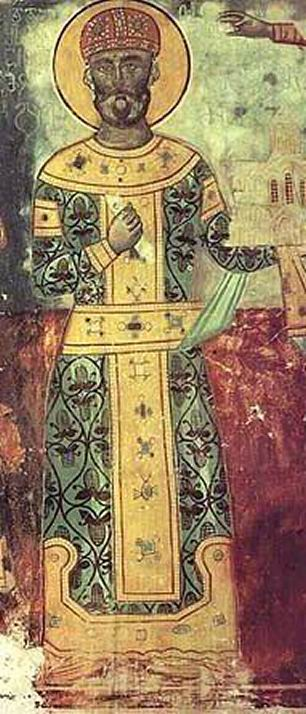
Fresque représentant David IV de Géorgie

Mais Basile II de Constantinople, soucieux de gérer la situation, répond aux occupations géorgiennes en l'emportant sur les forces de Georges Ier à Shirimni, le 11 septembre 1021. Cette défaite annonce à la Géorgie la fin définitive des prétentions (de facto) sur l'Anatolie : dès 1030, une paix officielle est signée à Constantinople, paix représentée par le mariage du nouveau monarque géorgien Bagrat IV (1018-1072) et de la nièce de l'empereur byzantin Romain III, Hélène Argyrossa.
Cette alliance de jure n'empêche cependant guère Byzance de soutenir la révolte de Démétrius, demi-frère du roi qui livre la forteresse d'Anacopia (Abkhazie) aux Romains en 1035. Mais Bagrat IV réussit à mater cette nouvelle révolte dès 1040 et détourne sa politique des relations avec l'empire. Au contraire, il tente de réorganiser son royaume et de reprendre Tiflis des mains des Arabes. Allié au roi de Kakhétie Gagik Ier, il réussit à faire plusieurs sièges victorieux devant l'ancienne capitale ibère entre 1038 et 1040, mais refuse d'annexer la ville. En revanche, il ne se prive pas d'envahir l'Arménie alors sur le point de se faire annexer par Constantinople en 1045 et de remporter une nouvelle guerre civile contre la famille Orbéliani, alors en plein essor.
Bientôt, un nouvel ennemi apparait aux frontières de la Géorgie. Les Seldjoukides, tribu d'origine turque venant des steppes d'Asie centrale, déjà venus à bout des Arabes, ancien protecteur des Géorgiens, commencent à menacer les Byzantins, notamment après leur victoire à Manzikert en 1071.
Rapidement parvenu à la frontière géorgienne après avoir soumis l'Arménie, Alp Arslan, leur sultan, dévaste les provinces de Karthli et d'Argvétie (?) en 1069.
Cinq ans plus tard, les Seldjoukides menés par Malik Chah réussissent à prendre la capitale du royaume de Géorgie, Koutaïssi, qui est incendiée. L'économie du pays est réduite à néant, en raison de la dépendance de celle-ci envers les milieux ruraux, détruits par les Turcs : le roi Georges II (1040?-1089)doit se reconnaître tributaire de Malik Chah.

### La Reconquista (1048-1210)
En 1089, un conseil de la noblesse se réunit pour décider du sort de la Géorgie.
Il en sort la décision de priver du pouvoir le roi Georges II (1050-1112), forcé d'abdiquer en faveur de son jeune fils David IV (1073-1125), alors âgé de 16 ans.
Quand il accède au trône, on s'attend non pas à un roi puissant et un rétablisseur de l'unité géorgienne, mais uniquement à un souverain fantoche aux mains des nobles en quête de liberté.
Mais, dès les premières années de son règne, son suzerain l'empire seldjoukide rencontre de gros problèmes.
En 1092, le sultan seldjoukide Malik Chah Ier est assassiné dans un complot du palais et son fils Mahmoud (1088-1094) lui succède, vite incapable d'empêcher une guerre civile entre frères : en quelques mois, le grand empire constitué par Alp Arslan et Malik Chah se divise en cinq sultanats.
Puis avec le lancement de la première croisade par les Occidentaux en 1096, la Transcaucasie se détourne définitivement du lieu de concentration de la puissance seldjoukide de l'époque.
Dès lors, David IV reprend contrôle de la situation et commence par punir les nobles trop ambitieux, notamment en emprisonnant Liparit Orbéliani, dont la famille a si longtemps renié la puissance royale.
En 1101, David IV se lance dans les conquêtes, déclarant la guerre au royaume de Kakhétie, dont il prive la forteresse de Zédazadéni en vainquant le roi Kviriké IV.
L'année suivante, le même roi, ancien vassal des Seldjoukides, meurt et Aghsartan II lui succède, avant de se faire capturer par des nobles pro-géorgiens qui le livrent à David IV.
La Kakhétie est alors réintégrée au royaume de Géorgie, et la nation géorgienne est ainsi à nouveau réunifiée.
Puis petit à petit, la Géorgie réussit à sortir complètement du chaos de la seconde moitié du XIe siècle, notamment grâce à une alliance diplomatique avec une autre tribu turque, celle des Qiptchaqs, dont une princesse est donnée en mariage au roi David IV. Ces Qiptchaqs fournissent également près de 15 000 hommes à l'armée géorgienne qui aident cette dite armée à expulser les Seldjoukides de la Géorgie en 1110, avant de stopper leurs incursions saisonnières en 1115.
En 1116, il réussit à expulser les derniers Turcs du sud-ouest du pays, tandis qu'en 1118, la conquête arménienne débute avec la prise de Lorri des mains des anciens suzerains de la Géorgie.
Cela amène le sultan seldjoukide du Khorassan Mahmoud II à déclarer la guerre sainte (djihad) contre David IV en 1121.
En août de la même année, une grande armée de soldats musulmans pénètre en Géorgie.
Pourtant, l'invasion s'avère un échec quand, le 12 août 1121, cette armée est défaite dans une bataille décisive à Didgori.
L'année 1122 voit encore la reconquête de Tiflis des mains des Arabes, et siège d'un émirat musulman depuis le VIIe siècle : la capitale géorgienne est transférée de Koutaïssi à la nouvelle prise, de nombreuses églises sont reconstruites dans la ville. Deux ans plus tard, David IV parvient à prendre les villes arméniennes de Sper et d'Ani, ce qui lui permet de conquérir l'Arménie historique de l'époque.
Tous ces évènements représentent le début de l'Âge d'Or de la Géorgie, qui acquiert une taille sans précédent (et toujours inégalée aujourd'hui) durant cette période.
Le samedi 24 janvier 1125, finalement, le monarque connu désormais sous le nom de « David IV le Reconstructeur » (დავით აღმაშენებელი) meurt. Il sera plus tard canonisé par l'Église orthodoxe géorgienne et restera jusqu'à aujourd'hui dans les mémoires des Géorgiens.

### Apogée et Âge d'Or (XIeauXIIIesiècle)

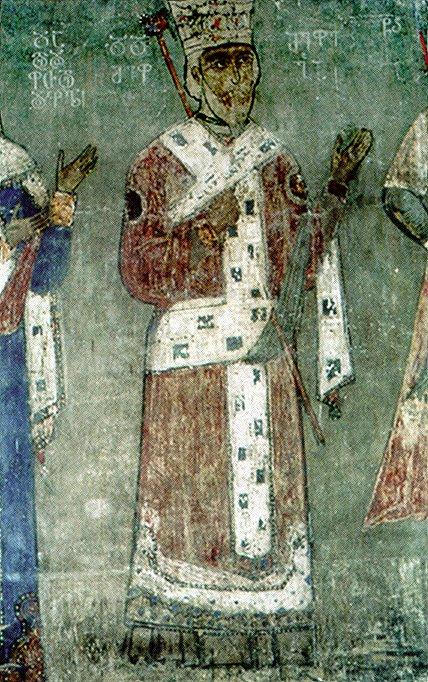
Georges III de Géorgie

À la mort de David IV, son fils Démétrius Ier lui succède sur un trône géorgien puissant et uni.
Mais, dès 1126, de légers problèmes entravent le chemin vers l'apogée du royaume de Géorgie, notamment la restauration de la dynastie musulmane des Cheddadides d'Ani, dont le chef Fadloun (1126-1132) garantit une indépendance à l'Arménie islamique, sous les conditions de vassalité envers Tiflis.
Les petits évènements de ce genre ne bouleversent cependant pas trop le cours de l'histoire géorgienne : le monarque géorgien reprend aux Turcs les seigneuries de Dmanissi et de Khouman, et écrase encore une fois la puissante famille des Liparides-Orbélian, à l'aide des Seldjoukides d'Azerbaïdjan en 1135. Puis en trois ans, l'ancien siège de la principauté puissante de Gandja tombe à son tour aux mains des troupes géorgiennes. La puissance définitive des rois géorgiens vis-à-vis de la noblesse est ensuite officiellement garanti avec l'exécution du dernier rebelle Ivané V Orbéliani en 1145.
En 1153, les Seldjoukides reviennent en force à partir du petit émirat d'Erzurum, mais ils sont rapidement vaincus par les troupes de Démétrius Ier aux portes d'Ani.
Cette victoire n'empêche guère un complot de se former et en 1155, un coup d'État est mené par le propre fils du roi : le nouveau monarque prend le titre de David V de Géorgie (1113-1155), qui règne durant six mois avant de décéder.
Le trône revint à Démétrius Ier qui continue à gouverner le pays pendant un an, avant d'abdiquer le trône pour son second fils Georges III (roi de 1156 à 1184), et de prendre les habits religieux sous le nom de Daniel (1156).
L'avènement de Georges III sur le trône géorgien en 1156 inaugure une nouvelle période de l'histoire géorgienne, l'une des plus prospères et des plus riches aussi bien d'un point de vue politique, économique que dans un point de vue culturel.
Cette période, aujourd'hui connue sous le nom « d'Âge d'Or » du royaume de Géorgie, dure deux générations, avant de laisser place à un pays en déclin.
L'un des premiers évènements de cet apogée géorgienne est certainement la prise d'Ani par les troupes de Georges III le 13 juin 1161. L'année suivante fut marquée par le pillage de Dvin, autre ville arménienne sous contrôle cheddadide qui reste toutefois aux mains de l'émir Fadloun.
Pourtant, la noblesse opère alors un retour surprenant sur la scène politique géorgienne de l'époque, notamment grâce à l'erreur royale d'avoir nommé Ivané Orbéliani Amir-Spassalari (ministre de la Guerre et de l'Armée), qui profite de la majorité du prince Demna Bagration, fils de l'ancien usurpateur David V et héritier légitime du trône de Géorgie, pour alimenter une révolte nobiliaire en 1177 avec pour but de placer à la tête du pays ledit Demna, une simple marionnette des Grands du royaume.
Heureusement pour la famille royale, le complot échoue et les principaux instigateurs de la tentative de coup d'État sont arrêtés, exécutés, aveuglés ou castrés, tandis que les participants secondaires sont exilés dans les montagnes du Caucase.
Dès 1178, Georges III comprend qu'il ne peut rien faire pour calmer durablement les nobles et, sachant qu'une femme sur le trône géorgien ne ferait qu'aggraver la situation, il décide d'associer au trône sa fille Tamar (1160-1213), pour que sa succession soit sûre. La même année, l'armée géorgienne reprend la ville de Lorri.
Le 6 avril 1184, la mort du roi garantit le trône à la première reine de Géorgie, Tamar Ire.
Tamar réussit à maintenir la nation géorgienne unie, contrairement aux espoirs des nobles.
Elle parvient même à amener son pays à un pic culturel, politique et économique inédit.
Le début de son règne est marqué par la diplomatie et les tentatives de rapprochement avec les autres pays chrétiens voisins. Ainsi, en 1187, elle se marie en premières noces avec le prince russe Youri Adreïevitch Bogolioubski (Georges le Russe), Prince de Novgorod et héritier de André Ier Bogolioubski, Grand-prince de Vladimir. Mais en raison de son « impureté » (il est adepte de la sodomie), il est chassé du royaume en 1192, un an après la conquête du Shirak.
En 1194, il revient en force en Géorgie occidentale avec le soutien de plusieurs grands nobles, afin de détrôner Tamar. La défense menée par le nouveau prince consort David Soslan (ancien roi d'Ossétie) est victorieuse, et Bogolioubski disparait dès lors de l'histoire géorgienne.
Cet événement confirme le règne de Tamar qui part de conquête en conquête au détriment des principautés musulmanes, comme son ancêtre David le Reconstructeur.
Ainsi, Amberd et Gélakoun tombent en 1196 et Ani échappe à la constitution d'un État islamique indépendant en 1199. En 1201, Bidjnissi est prise par les armées de David Soslan (?-1207).
Deux ans plus tard, à la suite d'une victoire décisive le 1er juin 1203 à Chamkhor, les territoires de Gandja et Dvin sont annexés au royaume géorgien.
En 1204, est créée une sphère d'influence géorgienne avec l'établissement de l'empire de Trébizonde dans la région du Pont par les princes byzantins David II et Alexis Comnène, élevés à la cour géorgienne depuis leur enfance.
À cette date, l'empire géorgien est formé, et la nation géorgienne s'étend jusqu'à la Mer d'Azov, tandis que sa dite sphère d'influence va du Tigre à l'actuelle Crimée, comprenant pas moins de sept États (dont six musulmans). En 1205, l'armée seldjoukide d'Erzurum est anéantie, ce qui ouvre le chemin de la Géorgie vers de nouvelles prises, dont Kars (1206) et Ardabil (1210), et des expéditions poussent de plus en plus loin, en (Azerbaïdjan et au Khorassan en 1210).
La prospérité de la nation entraîne une expansion remarquable d'une culture géorgienne distincte, un amalgame d'influences chrétiennes et séculières, avec des affinités venant de l'Occident byzantin et de l'Orient iranien.
La monarchie géorgienne expose alors son association avec le Christianisme orthodoxe et sa position en tant que « présent de Dieu ».
Durant cette période, le canon de l'architecture orthodoxe géorgienne est redéfini, et une série de grandes cathédrales sont conçues et construites.
L'expression du pouvoir royal dérivant d'un style byzantin est également modifiée dans plusieurs voies, afin de souligner la position sans précédent de Tamar en tant que femme régnant de son propre droit.
Les représentations murales de l'époque de la reine, inspirées des imageries byzantines, présentent des thèmes propres aux Géorgiens avec une beauté féminine orientale.
Cette intime connexion de la Géorgie avec le Moyen-Orient est également illustrée en numismatique, avec les pièces retrouvées portant des légendes en géorgien et en arabe.
Une série de ces pièces datant des années 1200 retrouvées montre une face de style byzantin avec toutefois une inscription arabe proclamant Tamar comme « Champion du Messie » (expression rentrée depuis dans la titulature royale).
Sous le règne de la reine Tamar, un nouvel espoir revient dans les esprits des Européens de la Troisième croisade, durant laquelle de nombreuses colonies religieuses sont fondées en Terre sainte, sur l'île de Chypre et dans la péninsule balkanique.
Par ailleurs, dans son testament, la souveraine glorieuse demande que ses ossements soient dispersés en Terre Sainte (sans certitude que cela se soit réalisé).
Cette effervescence du christianisme en Géorgie est l'une des causes du développement du patriotisme et du nationalisme géorgien au fil des siècles suivants.
Une autre cause est probablement l'abondance des œuvres de littérature à cette époque.
Les auteurs tels que Chota Roustavéli (1172-1216) étaient nombreux dans le Caucase géorgien de l'époque, et les travaux littéraires comme Le Chevalier à la peau de panthère étaient connus aussi bien dans le monde chrétien que musulman.
- Âge d'or de la Géorgie (en)
- Guerres byzantino-géorgiennes (1014-1204)
- Croisade géorgienne (1048-1210) ou Guerres géorgiennes-seldjoukides (1048-1213)

## Déclin de la Géorgie

### Les problèmes naissants de la Géorgie auXIIIesiècle
La reine Tamar la Grande meurt le 18 janvier 1213 et son fils et corégent depuis 1208 Georges IV Lacha (1194-1223) lui succède sur un trône puissant et absolu.
Toutefois, dès l'année suivante, Gandja montre des signes de rébellion (notamment en cessant de payer son tribut) et Georges IV doit lancer une expédition victorieuse contre son vassal.
Par la suite, un début de conflit entre la noblesse, l'Église et le pouvoir royal semble également débuter quand les deux premières entités refusent de reconnaître l'union du roi et de sa maîtresse roturière, une paysanne de Kakhétie.
Finalement, malgré les espoirs des Croisés (de la cinquième croisade (1217-1221)) et du monde catholique représenté par Georges IV Lacha, il ne peut rien faire pour empêcher un nouvel envahisseur d'arriver aux frontières de l'empire géorgien.
Dès 1221, les terribles Mongols venant des steppes d'Asie de l'Est commencent leur invasion du Caucase unifié de l'époque.
Jusqu'en 1222, de nombreuses batailles se déroulent, et, même si les troupes géorgiennes sortent la plupart du temps victorieuses de ces combats qui ne sont en fait que des examens pour tester la puissance géorgienne aux conquérants, le début de l'année suivante est fatal, en raison des lourdes pertes que la Géorgie a subies les deux années précédentes.
Dans une bataille décisive, le roi succombe à ses blessures, à Bagavan (Arménie actuelle), le 18 janvier 1223, dix ans jour pour jour depuis son avènement au trône.

### Invasion des Khorazmiens (1225-1230)
Les Mongols ont déjà envahi le Khwarezm, royaume (turcique, musulman, iranisé) puissant d'Asie centrale, en 1220. Son monarque, Ala ad-Din (1200-1220), s'enfuit alors et meurt lors de cette fuite, laissant un trône contrôlant uniquement une partie de l'Azerbaïdjan à son fils Jalal ad-Din, qui profite d'une courte accalmie pour se pencher sur des plans de conquêtes, dans le but de reconstituer un empire puissant sous sa direction.
Il jette alors son dévolu sur la Géorgie voisine et dès 1225, ses troupes envahissent l'Arménie zakaride, vassale du royaume de Géorgie, dont les principales villes (Dvin et Lorri) sont dévastées.
La même année, il pénètre sur le territoire géorgien et brûle maintes villes, avant d'assiéger Tiflis, la capitale de la monarchie, qui tombe le 9 mars 1226 grâce à une trahison de la population musulmane locale, alors que la cour de la reine Roussoudan Ire se réfugie à Koutaïssi (Géorgie occidentale).
Les chrétiens de la ville sont alors massacrés et les édifices religieux de l'Orthodoxie sont détruits, mais cette sévère occupation est toutefois brièvement arrêtée par la reprise provisoire de Tiflis par les Géorgiens en février 1227.
La reine géorgienne Roussoudan s'allie par la suite avec les Ossètes, ses vassaux dans les faits, et les Qiptchaqs, mais ne peut empêcher une nouvelle défaite à Bolnissi en 1228.
Heureusement pour la Géorgie, de nouveaux alliés se présentent aux frontières du royaume et une alliance familiale est conclue avec les dernières principautés seldjoukides de l'époque, qui viennent à bout des troupes khorazaniennes en 1230, provoquant la fuite de Jalal ad-Din, finalement assassiné par un Kurde le 15 août 1231.

### Arrivée des Mongols (1236) et première occupation étrangère
À la mort de Jalal ad-Din en 1230, le royaume de Géorgie assiste à un retour au calme durant une demi-douzaine d'années, afin de se remettre des plaies laissées par les envahisseurs. Petit à petit, le pays se remet de ses blessures mais en 1236, il doit affronter une nouvelle invasion, encore plus féroce et plus dévastatrice que la précédente.

Expansion de l'empire mongol (1206-1294)

Jusque-là, plusieurs évènements se sont produits au Moyen-Orient : le Khwarezm a déjà été conquis par les Mongols au début des années 1220, acte marquant la fin de l'indépendance de la Perse ; peu après, ces dits Mongols continuent leur avancée, aussi bien au nord qu'au sud, à l'ouest qu'à l'est, jusqu'à la mort de Gengis Khan, leur leader, en 1227.
Ögedeï succède à son père et commence à organiser le vaste empire constitué par ce dernier, sans se priver non plus de quelques guerres, comme la conquête de la Russie. L'État mongol devient plus puissant et plus effrayant de jour en jour et la Géorgie se rend bien compte qu'elle ne peut presque rien faire contre l'empire.
Ainsi, en 1236, les nouveaux envahisseurs du Caucase commencent leur nouvelle pénétration en Géorgie, comme cela a déjà été réalisé sous le règne de Georges IV.
En quelque temps, la reine Roussoudan doit évacuer Tiflis, et sa cour se réfugie une nouvelle fois à Koutaïssi.
La Géorgie orientale est alors laissée aux mains de certains nobles pacifiques sous la direction de la famille Mkhargrdzéli, qui capitule face aux Mongols sans même un seul combat.
La Géorgie orientale quant à elle garantit son indépendance grâce à la lutte de Qvarqvaré Ier de Samtskhe.
En 1238, celui-ci est à son tour vaincu après une défense courageuse pour la monarchie géorgienne, désormais seule.
La reine Roussoudan cherche alors plusieurs alliés, dont les Seldjoukides voisins et même le Pape Grégoire IX, a qui elle promet notamment de se convertir au catholicisme en échange d'un soutien militaire.
Toutefois, aucune de ces alliances ne fonctionne vraiment, et la défaite du sultan de Roum Kay Khusraw II en 1242 fait stopper la résistance géorgienne.
La reine accepte officiellement la suzeraineté du Grand Khanat de Töregene, ce qui lui permet de garder son royaume (désormais toutefois en très piteux état, sans parler des nombreux territoires annexés par les Mongols), en échange d'un lourd tribut de 50 000 hyperperons (soit environ 250 000 ducats) par an.
Elle ne peut cependant guère régner longtemps après cette défaite, représentant officiellement la fin de l'Âge d'Or de la Géorgie, et meurt des suites d'une maladie en 1245.

#### Division et émancipation
Peu avant la mort de Roussoudan, la reine a envoyé à la cour du Khanat mongol son fils unique David, déjà couronné corégent en 1234 à Koutaïssi, afin qu'il soit reconnu comme héritier légitime de sa mère.
La régente de l'empire mongole Töregene lui accorde alors ce titre, mais le garde en otage à sa cour.
Quand le moment de la succession de Roussoudan arrive, David est reconnu roi sous le nom de David VI par les Mongols et la noblesse, mais son absence inquiète de plus en plus les Grands du royaume qui finissent par croire à sa mort.
Dans un étonnant quiproquo, le fils illégitime de l'ancien roi Georges IV, un autre David, est reconnu monarque légitime du royaume de Géorgie et David VI ne peut rien faire, jusqu'à ce que sa vie soit confirmée en 1248, quand il est reconnu auprès de Güyük Khan.
Ce dernier décide de régler la situation dans le but d'empêcher une guerre civile en Géorgie : il divise le trône géorgien, donnant le plus de pouvoir à David, fils de Georges IV, qui reçoit le titre de Oulou (« l'Aîné »), tandis que son cousin est nommé Narin (« le Jeune »).
Les deux David règnent conjointement dans la paix jusqu'en 1259.
Cette année, David VI Narin tente sans succès de se révolter contre le joug mongol, et sa défaite le fait quitter Tiflis pour rejoindre en vitesse Koutaïssi.
Il y déclare son indépendance, créant un royaume géorgien alternatif dans l'ouest du pays, divisant de facto la Géorgie en deux.
Encouragé par cet acte de son cousin, David VII Oulou se rebelle à son tour contre la domination étrangère en 1260, peu de temps après avoir participé à la prise de Bagdad par les Mongols.
Le général (et futur Ilkhan) Arghoun envahit alors la Géorgie orientale, et la révolte est un échec pour David Oulou qui doit se réfugier chez son cousin à Koutaïssi.
En 1262, toutefois, une paix est signée entre Oulou et les Mongols, et le fils de Georges IV peut retourner à Tiflis, malgré l'exécution de sa femme la reine Gvantsa Kakhaberidzé en représailles l'année suivante.
Mais c'est également à cette période que l'empire mongol rencontre de sérieux problèmes et doit se diviser en quatre entités.
La Géorgie occidentale refuse de reconnaître un suzerain parmi ces nouveaux empires, mais entretient toutefois de bonnes relations avec la Horde d'or, qui aide le roi David Narin à combattre les Houlagides qui ravageent alors la Géorgie orientale.
En 1270, le roi de cette dernière entité David VII Oulou meurt, laissant un pays détruit dont la situation économique est désastreuse.
À cette même période, la puissance de la noblesse commence à revenir, et plusieurs principautés de facto indépendantes se manifestent aussi bien en Géorgie occidentale qu'orientale.
Le jeune fils de David Oulou, Démétrius II, accède alors au trône, mais sa jeunesse le fait se placer sous la régence du prince Sadoun III Mankaberdéli jusqu'en 1273.
Toutefois, la famille Mankaberdéli reste en fait au service direct des Houlagides, et, à la mort de Sadoun III, il refuse de nommer régent le fils de celui-ci, Koutlou-Bouga qui doit quitter la Géorgie pour rejoindre la cour houlagide.
Pendant ce temps, en Géorgie occidentale, les choses s'améliorent.
Lors de la division de 1259, le royaume de David Narin a pris également possession de la sphère d'influence chrétienne de la Géorgie, dont l'empire de Trébizonde.
Mais ce vassal de la Géorgie refuse toutefois de se soumettre entièrement à Koutaïssi, et David VI profite d'une visite à Constantinople de l'empereur Jean II en avril 1282 pour envahir ses États et placer sur le trône anatolien la demi-sœur de Jean, Théodora, née d'une mère géorgienne.
Celle-ci conserve son trône jusqu'en 1286, mais Jean II réussit à le récupérer grâce à une intervention de l'armée byzantine, qui reconnait alors officiellement l'indépendance de Trébizonde.
Cette défaite géorgienne marque la fin de la domination caucasienne sur l'entité grecque, pourtant vassale de la Géorgie depuis le règne de David IV le Reconstructeur.
En 1288, la Géorgie annexe la province de Derbent, sur les bords de la Mer Caspienne, révoltée contre la domination mongole.
Par cet acte, la Géorgie de Démétrius II espère s'attirer la sympathie de l'Ilkhan Arghoun, en vain.
Ainsi, la même année, une tentative de coup d'État est découverte dans le palais impérial houlagide, et le roi Démétrius est accusé de complicité en raison de son amitié le ministre instigateur du complot, Bougha, dont la famille est exécutée.
Démétrius II est quant à lui convoqué à l'Ourdou (conseil) mongol (où travaille Koutlou-Bouga Mankaberdéli, ennemi juré du roi) et est accusé de trahison.
De retour en Géorgie, il est à nouveau appelé par l'Ourdou et malgré l'opposition de ses conseillers et des chefs religieux de la Géorgie, il se rend à Movakan : le 12 mars 1289, il est décapité sous les ordres d'Arghoun.
À l'annonce de sa mort, la noblesse décide d'accorder le royaume de Géorgie orientale à Vakhtang II, fils du roi David Narin de Géorgie occidentale.
Par cet acte, les nobles espèrent organiser la réunification du royaume géorgien, mais la brusque mort de Vakhtang II en 1292 empêche la tentative, surtout parce que Narin meurt à son tour l'année suivante.

En 1301, la Géorgie orientale se retrouve à son tour divisée : en raison du refus du roi David VIII (1292-1310) de venir en aide à Ghazan Khan alors en guerre pour le trône houlagide, les Mongols imposent son demi-frère Georges V sur le trône.
outefois, les suzerains, uniquement en possession de la capitale Tiflis, ledit Georges ne peut exercer son pouvoir en dehors de la principale ville du royaume, et, la même année, Vakhtang III est porté au pouvoir par les mêmes Mongols.
De 1301 à 1307, la Géorgie compte quatre rois : sans parler de celui de Géorgie occidentale (Constantin Ier), la Géorgie orientale est alors dirigée à la fois par David VIII, Georges V et Vakhtang III, qui meurt en 1307, suivi trois ans plus tard par David VIII, auquel succède Georges VI.
Celui-ci , confirmé seulement en 1314 sur le trône, décède en 1318, et Georges V demeure l'unique maître de la Géorgie orientale.
D'abord soutien et vassal fidèle de l'empire houlagide, il ne tarde pas à se révolter contre les Mongols, dès le début des années 1320, et cesse bientôt de payer le tribut annuel aux envahisseurs, instauré depuis près de 80 ans sous le règne de Roussoudan.
Et contrairement à ce qui était attendu, les Mongols ne réagissent pas, et la Géorgie redevient indépendante pour la première fois depuis 1242.

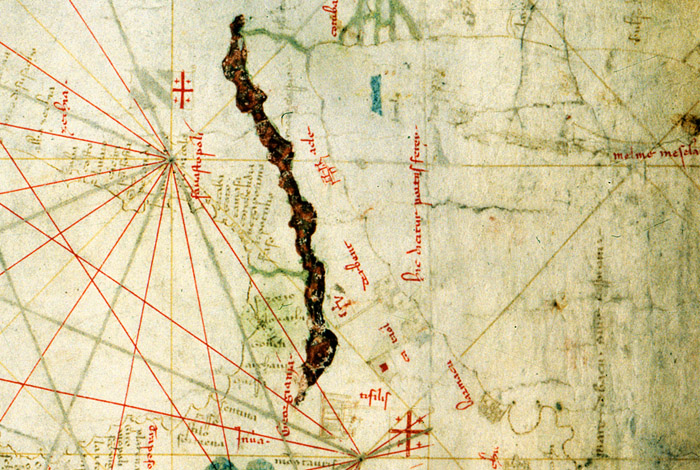
Detail de carte nautique d'Angelino Dulcert, montrant la côte géorgienne de la Mer Noire et Tiflis, vers 1339.

### Tamerlan aux frontières de la Géorgie
Après avoir regagné l'indépendance et s'être séparé des griffes des terribles Mongols, la Géorgie se remet progressivement de ses plaies ouvertes. Puis bientôt, elle reprend ses conquêtes. En 1329, le roi Georges V assiège Koutaïssi, la capitale du royaume de Géorgie occidentale, en sécession du reste du pays.
Il prend la ville la même année et réduit le roi Bagrat Ier à l'état de « Duc de Chorapan ».
Cinq ans plus tard, en 1334, il réussit à vaincre son puissant vassal (de jure) Qvarqvaré II Djakéli, prince de Samtskhe, réunissant ainsi les pays géorgiens au sein d'une même nation, sous un seul sceptre.
Libéré de toute menace ennemie extérieure ou intérieure, il se lance dans le commerce, et s'alli avec l'Empire byzantin et les républiques marchandes de Venise et de Gênes, de même qu'il forme un accord avec les Mamelouks d'Égypte dans le but de restaurer les monastères géorgiens de Terre sainte.
Par la suite, il intervient dans la guerre civile de Trébizonde et réussit à placer sa cousine germaine Anna Anachoutlou sur le trône impérial le 17 juillet 1341, après bien sûr avoir envahi les domaines de l'ancien vassal du royaume de Géorgie.
Cet acte est censé ramener l'empire de Trébizonde dans la sphère d'influence de la Géorgie, dont il s'est échappé plus d'un demi-siècle auparavant, mais l'arrivée de la flotte alliée des Byzantins et des Génois le 4 septembre 1342 anéantit la tentative, et Anna finit étranglée quelque temps plus tard.

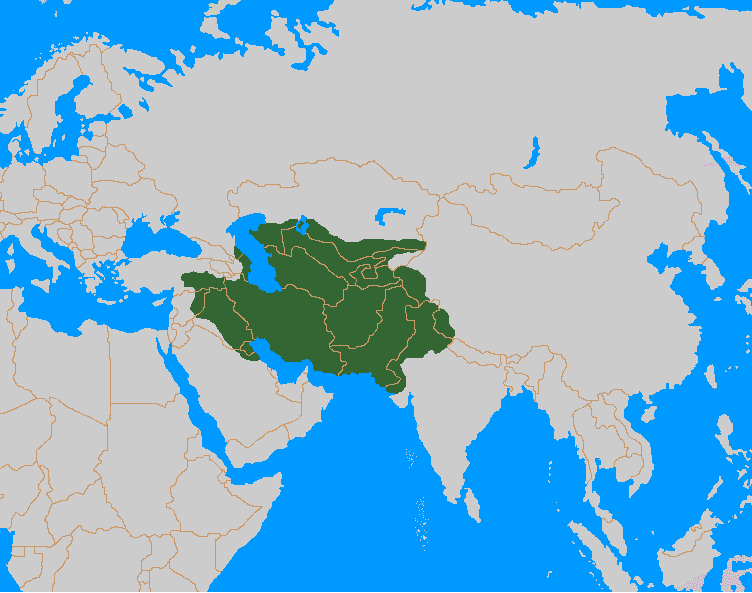
Empire de Tamerlan

À sa fin en 1346, le règne de Georges V (désormais connu sous le nom de Le Brillant) est suivi par l'arrivée de l'épidémie de la peste noire en 1347, probablement apportée par des marchands de la Mer Noire.
Cette épidémie dure une vingtaine d'années, détruisant le royaume presque autant que les Mongols, emportant également la reine Hélène Comnène en 1366.
Mais, encore une fois, ce fléau est juste un « prologue »...
En 1369, un nouvel empire se forme au Moyen-Orient : Tamerlan, un prince qui prétend descendre de Gengis Khan.
Le Khwarezm doit par la suite se soumettre dès 1371. Après une longue campagne en Asie centrale, Tamerlan revient au Proche-Orient et dès 1386, il occupe l'Arménie, l'Azerbaïdjan, Erzurum et Kars.
Le temps de recevoir la soumission Béka II de Samtskhé et, dès lors, la Géorgie se retrouve seule.
Le roi Bagrat V, après avoir fait envoyer son héritier au trône Georges Bagration en Iméréthie pour sa protection, se prépare à un siège difficile à Tiflis (Tbilissi), ville vite conquise avec la famille royale le 1er novembre 1386.
Le monarque géorgien doit accepter de se plier aux désirs du conquérant, et accepter de se convertir formellement à l'Islam, pour préserver son peuple et son pays de nouveaux ravages, à ajouter à ceux commis par les Turcs ottomans en Karthli et en Kakhétie.
L'année suivante marque une terrible défaite pour la Couronne géorgienne, quand le duc Alexandre Ier de Chorapan profite de la mauvaise situation en Géorgie orientale pour reprendre possession de l'ouest du pays et se faire couronner roi à Koutaïssi.
Le reste de l'année 1387 est illustrée par une nouvelle invasion de Tamerlan en Géorgie orientale, en raison d'une révolte du roi Bagrat V qui fait massacrer une troupe de 12 000 soldats timourides.
Bagrat V meurt en 1395, trois ans après avoir soumis à la vassalité la Géorgie occidentale.
Son fils Georges VII lui succède, et montre un caractère encore plus farouche que son père vis-à-vis de Tamerlan.
Pour cette raison, entre 1399 et 1403, le pays subit cinq invasions timourides, et le roi doit se reconnaître comme vassal chrétien de Tamerlan.
Celui-ci meurt en 1405, et ses successeurs s'éloignent de la Géorgie, qui n'a plus désormais à redouter de nouveaux envahisseurs d'origine mongole.

### Les Turcomans et le début de la fin
Toutefois, la Géorgie jouit d'un bref temps de répit pour se remettre des ravages causés par les nouveaux envahisseurs. Ainsi, seulement quelques mois après la mort de Tamerlan et le départ des Timourides du Caucase, une nouvelle tribu, celle des Turcomans Qara Qoyunlu (« Mouton Noir ») pénètre dans le désormais faible royaume de Géorgie.
Dès 1405, les premières batailles entre les troupes royales géorgiennes et turcomanes se déroulent dans le Caucase, et la même année, le roi Georges VII succombe à ses blessures lors d'une de ces batailles. Son fils et successeur, Constantin Ier, continua la lutte de son père et leva une armée de 2 000 hommes pour soutenir son allié de Shirvan, le Prince Ibrahim. Mais la défaite de ce prince fut suivie par de nouveaux raids en Géorgie de la part de la tribu du Mouton Noir de Kara Youssouf (1406-1420), qui réussit également à vaincre et à faire exécuter le roi Constantin lors de la bataille de Chalagan en décembre 1412.
L'accession au trône du roi Alexandre Ier, alors âgé de 23 ans, annonce une nouvelle période pour la Géorgie : en effet, il réussit à vaincre les assassins de son père dès les premières années de son règne, et, en 1415, il réussit à rétablir la puissance de la Couronne sur les grands féodaux, dont le Dadian Mamia II de Mingrélie, le Duc Ioané III de Meschie et le Connétable d'Abkhazie.
Ainsi, en une demi-douzaine d'années, il parvient à réinstaurer la paix intérieure dans le pays et engage des travaux de reconstruction des villes, des villages et des églises qui ont souffert depuis près de deux siècles.
Pour cela, il est amené à augmenter les impôts, afin de restaurer l'économie catastrophique du pays.
Par ces moyens, il garantit de nouvelles sécurités aux monastères géorgiens de Terre sainte et rachète aux Timourides les 60 000 prisonniers géorgiens faits par Tamerlan au début du siècle, puis il accentue la croissance du pays en faisant établir de nombreuses colonies arméniennes en Djavakhétie.
En 1431, Alexandre Ier reprend la ville de Lorri, perdue depuis les premières invasions des Mongols, avant de récupérer en 1434 la Svanétie alors en sécession.
L'année suivante, il recrée une sphère d'influence dans laquelle il met les terres arméniennes jusqu'au Karabagh.

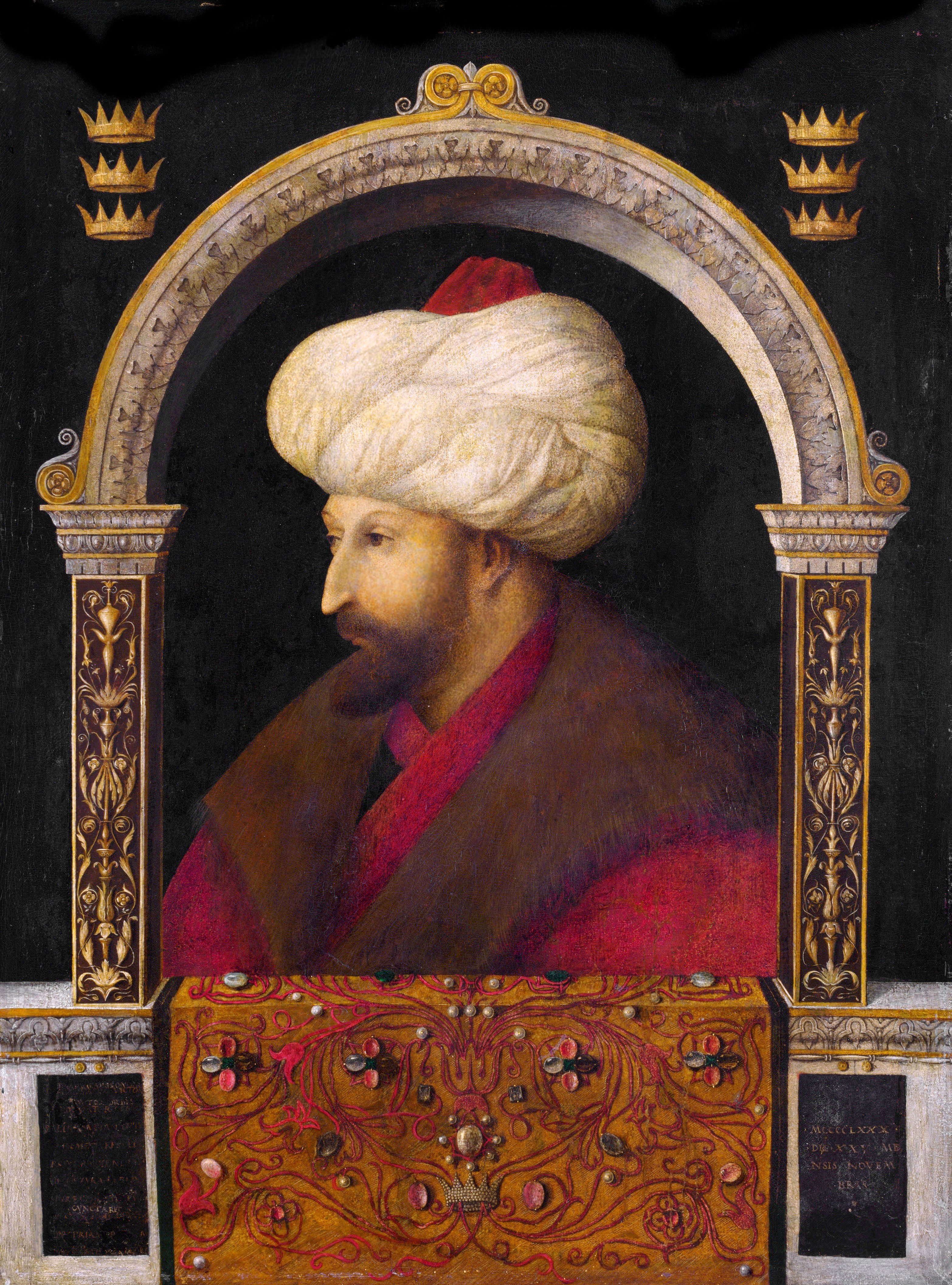
Le Sultan Mehmed II, conquérant de Constantinople (1453) et de Trébizonde (1461)

Mais Alexandre Ier commet également une erreur stratégique en 1433, en associant au trône ses quatre fils, qui reçoivent des domaines dans lesquels ils réussissent à se créer un parti prêt à appuyer leurs futures revendications.
Cette inconséquence est aujourd'hui considérée comme l'acte déclencheur du début de la fin de la Géorgie : l'ouverture du dernier chapitre de l'histoire géorgienne avant la division qui se produit une soixantaine d'années plus tard.
Finalement, avant de quitter le trône, Alexandre laisse une dernière mauvaise image de lui, quand les Turcomans de Jihân Chah (1438-1467) obligent le roi à payer tribut en envahissant ses États et, après avoir fait exécuter 1 664 civils et soldats, prennent en otage pas moins de 10 000 Géorgiens.
À la suite de ces derniers échecs (et malgré le fait que l'histoire le retient sous le nom de Grand), le monarque géorgien abdique en 1442, prend les habits religieux, et meurt en 1446 sous le nom d'Athanase.
L'abdication d'Alexandre Ier n'arrête toutefois pas les Turcomans qui continuent leurs raids saisonniers avant de se faire battre à Akhaltsikhé par le roi Vakhtang IV, qui ne peut toutefois profiter de sa victoire car il mert en 1446, la même année que son père, avant de laisser son trône à deux de ses demi-frères : Démétrius III et Georges VIII.
Ces deux rois n'acceptent guère de ce partager le pouvoir, et bientôt, seul Georges VIII s'impose comme monarque, tandis que son co-roi est appelé à régner en Géorgie occidentale jusqu'en 1452.
Georges VIII, après avoir évincé son frère du trône, s'occupe moins de la situation interne que des relations internationales de la Géorgie.
Ainsi, quand les Turcs s'emparent Constantinople et tuent l'empereur Constantin XI Paléologue (dont la fiancée est une fille du roi géorgien) en mai 1453, il entame des négociations avec l'Europe occidentale, notamment en envoyant des ambassadeurs à Philippe le Bon, duc de Bourgogne, et au Pape Nicolas V.
Bientôt, plusieurs ambassadeurs orientaux (arméniens et perses) accompagnent les Géorgiens Nikoloz Tpiléli et Pharsadan Kartsikhéli , dans leurs voyages dans le monde catholique et après avoir rendu visite à l'empereur Frédéric III du Saint-Empire, au Sénat de Venise et au Pape Pie II à Rome en décembre 1460, ils se redent en France pour entamer des discussions avec le roi Charles VII puis avec son successeur Louis XI, afin de fonder une coalition anti-ottomane.
Cette alliance ne put se réaliser, et, à la chute de l'empire de Trébizonde en 1461, la Géorgie se retrouve seule face à la nouvelle puissance grandissante des Ottomans.

## Trois pays, une nation

### Le Grand Conseil national et ses résultats
La Géorgie se retrouve alors plus affaiblie que jamais en raison de son isolement politique qui suit la prise de Trébizonde par les troupes ottomanes de Mehmed II en 1461.
En 1463, le roi Georges VIII subit une révolte du roi Bagrat d'Imérétie, qui réussit à vaincre les troupes royales à Chirkhori.
En 1465, le monarque géorgien est capturé au lac Paravani par les troupes du puissant artabeg Qvarqvaré III de Samtskhe, en lutte pour son indépendance désormais acquise.
Cette victoire du prince permit à Bagrat d'envahir la Karthli et de piller Tiflis.
Bagrat se fait proclamer roi de Géorgie (alors limitée à l'est de la nation), et Georges VIII est relâché et autorisé à régner en Kakhétie par le nouveau prince Baadour Ier Jakéli, dans le but de créer un contrepoids au nouveau pouvoir géorgien.
À ce stade de la situation, la Géorgie se retrouve de facto divisée.
Il faut 450 ans, jusqu'en 1918 et l'indépendance de la république démocratique de Géorgie, pour retrouver une nation géorgienne indépendante et unifiée.
Bagrat VI règne sur un royaume divisé (de fait) pendant une dizaine d'années.
Son règne, malgré l'unification de la Géorgie centrale et occidentale, est désastreux et bientôt, il doit affronter ses anciens ennemis, les Turcomans, menés par Ouzoun Hassan.
En 1477, Ouzoun Hassan réussit par ailleurs à prendre et à piller Tiflis, un an avant la mort du roi.
En 1478, le prince Alexandre Bagration, fils unique de Bagrat VI, tente vainement d'accéder au trône, mais il est rapidement évincé par son oncle Constantin II qui accède au royaume uni de Kartli-Iméréthie.
Mais il perd le contrôle sur la Géorgie occidentale, quand il est défait par l'artabeg de Samtskhe Manoutchar Ier Jakéli, qui soutient la progéniture du précédent monarque, lors de la bataille d'Aradétie (en) en 1483.
Après une éphémère réunification en 1487, il est contraint d'abandonner le royaume d'Iméréthie aux mains d'Alexandre II, quand les Aq Qoyunlu envahissent la région et ne peut plus rien faire pour tenter l'unification de la Géorgie.
Au contraire, il passe le reste de son règne à combattre les tendances indépendantistes des grands nobles. Ainsi, plus rien n'empêche les Grands du royaume, encore nommé Géorgie à cette époque, de convoquer un Grand Conseil national pour décider du sort du pays en 1490.

Situation de la Géorgie en 1490.

Situation du Caucase après 1490.

Le Darbazi (Grand Conseil) officialise la division du royaume de Géorgie en trois entités dirigées par un prince de la dynastie des Bagration avec le titre de roi :
- le Karthli, région occupant le centre de l'ancien royaume avec les provinces de Lorri, Trialeti, Dvaleti et Khevi (cap. Tiflis). Le royaume fut laissé aux mains du roi Constantin II ;
- L'Iméréthie, l'ouest de la Géorgie actuelle avec les provinces d'Abkhazie, de Svaneti, de Ratcha, de Gourie et de Mingrélie (cap. Koutaïssi). Conservée par le roi de Géorgie occidentale Alexandre II ;
- La Kakhétie, région orientale du Caucase contentant (?) la Khevsourétie, la Touchétie et l'Héréthie (cap. Gremi) et offerte à Alexandre Ier, fils de l'ancien roi Georges VIII.

À la sortie du conseil, le destin de la Géorgie est définitivement perturbé. Les grands vainqueurs ne sont ni les Turcomans, ni les Ottomans, mais des ennemis intérieurs bien plus puissants, les nobles qui, par ailleurs, réussissent à monter d'une marche dans leurs titres de noblesse (ainsi les ducs deviennent princes et les seigneurs, comtes). Et finalement, les vrais vaincus sont les conservateurs qui rêvaient de voir la Géorgie réunifiée sous un seul sceptre, sans domination étrangère, sans suzeraineté de quelque puissance extérieure.
Le roi Constantin II, qui règne désormais sur le royaume de Kartli, continue toutefois à se considérer comme l'unique maître de la nation géorgienne. Ainsi, il entame des négociations dans le but d'organiser une croisade contre les Turcs sur Constantinople au nom de celle-ci. Il envoie d'abord des ambassadeurs en Égypte, avec qui la Géorgie a depuis toujours entretenu de bonnes relations, puis en Palestine pour garantir la sécurité des monastères géorgiens en Terre sainte, avant de s'engager dans une correspondance avec les rois catholiques d'Espagne qui ont expulsé les musulmans de la péninsule ibérique en 1492.
Tout cela ne sert à rien, car le roi meurt en 1505.
À cette même période, la puissance turcomane est détruite par de nouveaux envahisseurs, les Séfévides du chah Ismaïl Ier, qui restaure l'empire perse et qui réussit par la même occasion à gagner la vassalité du roi Alexandre Ier de Kakhétie en 1501.

### Le sultan et le chah (1500-1632)

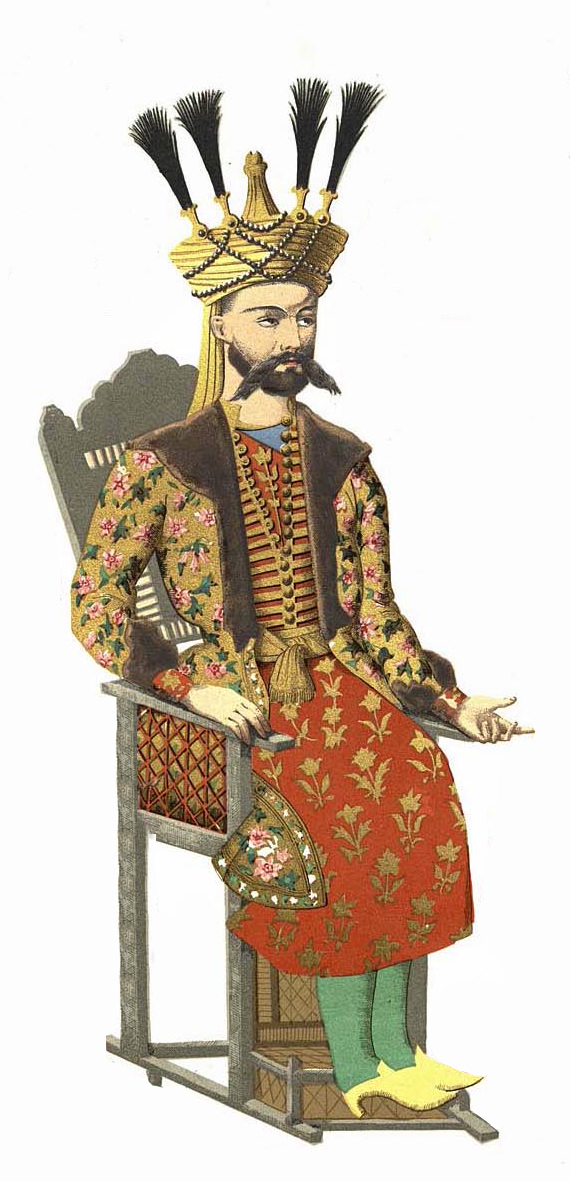
David X de Karthli

À la mort du roi Constantin II, son fils David X de Karthli commence son règne de 20 ans en Karthli. L'une de ses premières actions est de réformer administrativement son royaume : il partage le pays en quatre sadrocho, chacune dirigée par un gouverneur militaire nommé par le roi. Premier système de division administrative de la Géorgie ne dépendant pas de la noblesse, le monarque espère ainsi atténuer la puissance des Grands du royaume qui ont mis un terme au règne de son père en Géorgie une vingtaine d'années plus tôt.
Par la suite, il s'attaque à un projet bien plus complexe, qui consiste à réunifier la nation géorgienne sous un seul sceptre.
Dans ce but, il envahit en 1511 le royaume voisin de Kakhétie, toutefois vassal de l'empire séfévide.
Son armée capture le roi Georges Ier, et la monarchie kakh est de facto annexée en 1513 au royaume de Karthli.
En réponse à cette invasion, le Chah Ismaïl Ier déclare la guerre à David X qui, pour éviter un nouveau conflit sanglant et dévastateur, doit se reconnaître à son tour vassal de la Perse, et par la même occasion renoncer à ses prétentions sur le trône de Kakhétie et redonner la Géorgie orientale à l'héritier de Georges Ier, Léon.
Mais il profite de la guerre turco-persane pour envahir de nouveau la Kakhétie.
Pourtant, ladite guerre (qui se limite à une unique bataille, celle de Tchaldiran) entre musulmans est remportée par les Turcs qui se retrouvent maîtres de la frontière sud de la Géorgie, et en profitent pour organiser des raids en Kartli.
Le roi David X abandonne l'invasion de la Kakhétie, pour mieux la reprendre en 1520.
Vaincu par le roi Léon à la Bataille de Kiziki, il finit par s'allier avec lui contre l'envahisseur, abandonnant ses projets de réunification : les deux monarques décident alors de former une coalition anti-ottomane et, après les avoir renvoyés dans leur territoire, ils s'attaquent aux Séfévides qui envahissent le Kartli et détruisent Tiflis en 1522.
À la mort de Chah Ismail Ier en 1524, David X organise une dernière campagne durant laquelle il récupère sa capitale, avant de mourir à son tour l'année suivante.
La Kakhétie reste épargnée de la guerre, et le roi Léon Ier retourne rapidement dans le giron de la Perse.
Il entreprend alors des réformes administratives à l'image de David X de Kartli.
Ainsi, après avoir supprimé les "saeristavos" (provinces dirigées par des gouverneurs héréditaires et autonomes), il divise le royaume en quatre régions militaires, chacune subdivisée en plusieurs petits samoouravos (bailliages), dont les dirigeants, les "moouravs", n'ayant pas la capacité de lever une armée indépendante, sont contraints de s'orienter vers le roi lui-même pour leur défense.
Ces réformes, couronnées de succès avec la disparition de l'ancienne génération des nobles, sont suivies par la première apparition de la Russie dans les affaires géorgiennes : dès 1564, le roi Léon de Kakhétie s'accorde avec le tsarat d'Ivan IV le Terrible, qui envoie un contingent dans ses domaines avec la capacité de menacer la suprématie des Ottomans ou des Séfévides dans le Caucase.
Néanmoins, la menace ainsi provoquée est bien trop dangereuse pour la faible Russie de l'époque, et le dernier soldat russe doit quitter la Kakhétie la même année.
En 1534, le prince Louarsab, fils de David X, accède au trône de Kartli après la disparition de son oncle Georges IX (1525-1534).
Comme son père, il s'oriente vers une politique anti-impérialiste et lutte farouchement contre les envahisseurs séfévides qui réussissent malgré tout à reprendre Tiflis en 1541 grâce à une trahison du préfet de la ville.
Le roi se réfugie dans le nord, à Mtskhéta, puis l'emporte sur les armées persanes à Didgori, mais doit se heurter à une nouvelle invasion en 1546.
Celle-ci se déroule cette fois-ci non pas en contexte de conquête mais d'honneur : à cette date, tous les nobles géorgiens, dont le roi d'Imeréthie et l'atabag de Samtskhe (traditionnellement vassaux de l'empire ottoman) viennent se présenter devant le Chah Tahmasp pour lui prêter allégeance, et non pas auprès du roi de Karthli.
Pour répondre à cet affront, les envahisseurs se dirigent vers la Djavakhétie qu'il ravagent complètement, de même que l'Arménie et le Samtskhe, régions jadis occupées par l'armée de Louarsab Ier.
Le tout se passe dans un cadre de nouvel affrontement entre Ottomans et Séfévides.
Les années de guerre passent, et, en 1555, un traité de paix est enfin signé entre la Perse et la Turquie, selon lequel la Géorgie se retrouve officiellement divisée en deux régions d'influence : l'Est (Imerétie et les principautés vassales de Gourie, d'Odichie et d'Abkhazie) et l'Ouest (Kakhétie, Kartli et Samtskhe-Saatabago). Toutefois, Louarsab de Kartli ne reconnai pas le traité et continue sa lutte contre les Perses, qui ravagent à nouveau son royaume avant d'affronter l'armée kartlienne à Garissi en 1558.
De cette bataille décisive, les Géorgiens sortent vainqueurs, mais le roi Louarsab, qui s'est élancé au-devant de ses troupes, y laisse la vie.
Simon Ier (1537-1611), fils de Louarsab, est proclamé roi de Karthli par l'armée et reconnu comme tel par le peuple, mais pas par le Chah de Perse.
Celui-ci préfère reconnaître le frère illégitime et musulman de Simon, Daoud Khan, qui est proclamé à son tour roi à Qazvin en 1564 après s'être soumis à Tahmasp Ier.
Toutefois, il ne contrôle guère que le sud du pays avec sa capitale Tiflis, et part en guerre contre le monarque légitime.
En pleine bataille, Simon Ier est capturé et envoyé en Perse, où il reste prisonnier jusqu'en 1578.
Il est alors libéré pour continuer la lutte contre les Turcs, alors en guerre contre les Séfévides, maintenant que Daoud Khan est mort.
Le roi mène le combat contre les Ottomans avec une détermination héroïque.
Le peuple lui-même réussit à vaincre à plusieurs reprises l'armée turque, pourtant largement supérieure en nombre.
Toutefois, cela ne sert pas à grand-chose, car en 1590, une paix est signée entre la Turquie et la Perse, et, selon les accords, la totalité de la Géorgie (et du Caucase) se retrouve dans la sphère d'influence turque.
Malgré cela, le roi de Kartli n'arrête pas sa lutte acharnée, reprenant Gori en 1599, avant de se faire vaincre à Nakhidouri en 1601, où il est une nouvelle fois capturé et emmené en prison à Constantinople.
Durant cette période, le Karthli est une région martyre, souffrant de la politique expansionniste des puissances musulmanes, car située au cœur du Caucase.
Les tentatives similaires d'indépendance de la Kakhétie ne sont pas aussi brutalement réprimées par de sanglantes campagnes militaires sous le règne de Tahmasp Ier. En effet, alors que le roi Simon se bat en Karthli, le royaume voisin de Géorgie orientale s'oriente toujours vers le nord orthodoxe, vers la Russie naissante.
Cependant, en 1587, Abbas Ier le Grand accède au trône séfévide, et décide de reprendre le contrôle de la situation en Géorgie.
Il ne laisse notamment pas impuni le roi Alexandre II de Kakhétie, accusé d'être pro-russe.
Il le fait assassiner par son propre fils musulman Constantin en 1605 et nomma ce dernier gouverneur de la région. Toutefois, le peuple se souleva contre un monarque parricide et le roi Georges X de Karthli en profite pour envahir la Kakhétie, détrôner Constantin et placer sur le trône le chrétien Teimouraz Ier, petit-fils d'Alexandre II, en 1606.
La même année, le roi de Kartli meurt et le Chah Abbas vient en personne à Tiflis pour assister au couronnement de son successeur, le jeune Louarsab II de Karthli, maintenant qu'il a repris le dessus sur les Turcs.
Mais Abbas, n'acceptant toujours pas le règne de Téimouraz Ier en Kakhétie, envahit en 1613 son royaume, avant de s'attaquer au Karthli, où le roi s'est réfugié.
Il doit alors repartir avec Louarsab II pour finalement trouver asile à la frontière turque, chez son cousin Georges II d'Imerétie.

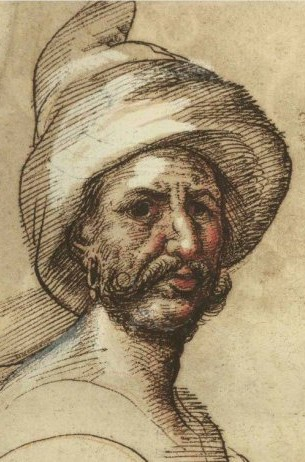
Georges Saakadzé

À cette même période apparait en Géorgie un nouveau personnage important pour l'histoire nationale, Georges Saakadzé, préfet de la ville de Tiflis et puissant allié du roi Louarsab II de Kartli qui a épousé sa sœur en 1610.
Il rêve de l'unification de la nation géorgienne et s'oppose à la noblesse dans ce projet pratiquement impossible.
Alors, il décide de s'allier avec le Chah Abbas Ier qu'il utilise pour se débarrasser des Grands qui ont déjà repris contrôle du royaume de Karthli.
Ainsi, Saakadzé se retrouve aux côtés des troupes persanes lors de l'invasion de 1613.
Ses ennemis nobles parviennent cependant à convaincre Louarsab II de revenir dans sa capitale pour prêter allégeance au Chah séfévide, ce qu'il fait (laissant Teimouraz de Kakhétie en Iméréthie), avant se rendre en Perse.
Pour punir le roi kakh, Abbas le Grand dévaste la Kakhétie et y place comme souverain le renégat musulman Isa Khan.
Le peuple géorgien, n'acceptant pas l'occupation étrangère, se révolte.
Teimouraz Ier revient en héros dans son pays en 1615, probablement aidé par les Turcs, et récupère son trône avant d'engager une vague de révoltes anti-persanes dans tout le Caucase oriental.
Pour se venger, Abbas Ier envahit et dévaste avec une colère inédite la Géorgie orientale, déportant des dizaines de milliers de Géorgiens en Perse en tant qu'esclaves et tentant de « persaniser » la Kakhétie en brûlant les principales églises du pays et en nommant un gouverneur régional, Peïkar Khan.
La même année, il détrône le roi Louarsab II de Kartli pour le remplacer par un autre renégat musulman, Bagrat Khan, fils de l'ancien Daoud Khan. Le roi déchu est emprisonné en Perse et tué sur les ordres du Chah en 1622.
Teimouraz Ier, n'ayant pas pu conserver son trône, réussit pourtant à unifier la cause géorgienne derrière lui, et, au nom de toute la nation, il envoie en vain des ambassadeurs auprès du Tsar Michel Ier de Russie, de Sigismond III de Pologne et des monarques occidentaux dès 1618.
En 1619, le roi de Kartli Bagrat Khan meurt et son fils Semayoun Khan est reconnu comme roi Simon II par la Perse.
L'année suivante, Georges Saakadzé, menant une armée d'« observateurs » persans, pénètre dans sa patrie d'origine dans le but d'introniser officiellement Semayoun.
Là, il s'occupe également des affaires intérieures du royaume voisin de Kakhétie et petit à petit, il bascule dans le camp anti-persan.
Bientôt, il dirige l'insurrection contre l'occupant en Kartli et en Kakhétie et écrase les envahisseurs en 1625 à la bataille de Martkopi.
Peu après cette victoire décisive, le peuple s'assemble et convoque Teimouraz qui se voit garantir le trône de l'union monarchique de Kartli et de Kakhétie, indépendante de toute puissance étrangère.
Toutefois, l'unité de la Géorgie ne dure pas.
Teimouraz Ier a bien la double couronne de Kartli et de Kakhétie, mais il ne contrôle dn fait que cette dernière, le Kartli restant dans les mains de Georges Saakadzé.
Bientôt, celui-ci se considére comme l'unique chef du royaume et se fait reconnaître comme « khan de Kartli » par le sultan turc Mourad IV.
Abbas Ier sait profiter de la situation et, à l'aide des nobles locaux, monte le roi contre le bailli, au point de déclencher une véritable guerre civile.
Saakadzé se tourne alors vers la Géorgie occidentale et l'empire ottoman et en 1626, des détachements venant d'Iméréthie s'unissent avec les troupes du dissident, pour se faire vaincre au lac Bazaleti. Le chef du Kartli se réfugie à Constantinople pour demander une plus grande aide du sultan ottoman, mais la paix conclue en 1627 entre la Turquie et la Perse l'empêche de l'aider.
Teimouraz se retrouve maître de la Géorgie orientale et reprend contrôle sur la totalité du Kartli en évinçant le pro-persan Simon-Khan du sud du pays en 1631, peu après la mort du Grand Shah Abbas Ier.
La même année, il déclare la guerre à la Perse dans le cadre de la nouvelle guerre perso-turque, et s'aligne sur la Turquie et la Russie, qui ne peuvent pourtant apporter une aide suffisante à Teimouraz.
Après de faibles victoires à Gandja et au Karabagh, le roi de Géorgie orientale est finalement vaincu en 1632. Il se réfugie en Iméréthie et ses domaines sont divisés : la Kakhétie est gouvernée par un Kizilbach, Selim Khan, tandis que le Kartli est donné à un musulman du nom de Rostom Khan.

### Entre annexion et indépendance
En 1762, la Géorgie orientale fut en effet unifiée sous un seul sceptre, celui du roi Héraclius II, qui fonda ainsi le royaume de Kartl-Kakhétie, probablement dans un espoir de reconquête de l'indépendance perdue vis-à-vis des Perses. C'est pourquoi, en 1783, le roi signa à Gueorguievsk un traité de protection et de coopération militaire bilatérale avec l'empire russe de Catherine II, qui se posait désormais en suzeraine de la Géorgie. Toutefois, ce traité n'empêcha pas les Perses d'Agha Mohammad Shah de ravager le pays et de prendre la capitale, Tbilissi, qui fut complètement brûlée en 1795. Trois années plus tard, le roi Georges XII succéda à son père sur le trône géorgien et son court règne fit reconfirmer le traité de Gueorguievsk. Mais quand la mort de ce monarque arriva à son tour en 1800, la Russie n'hésita pas à annexer le royaume de Kartl-Kakhétie, qui devint une simple province de l'empire d'Alexandre Ier.

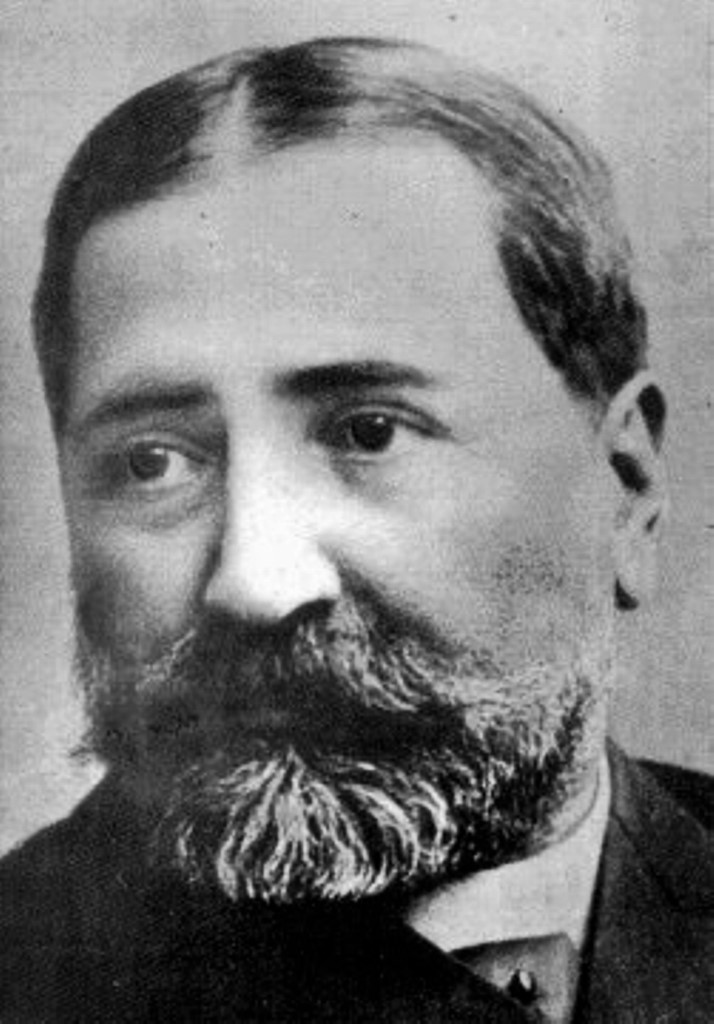
Ilia Tchavtchavadzé, écrivain géorgien du XIXe siècle

Ce dernier profita alors de sa nouvelle situation pour continuer son chemin dans le Caucase. En 1813, l'Émirat de Gandja fut annexé à l'empire et le Khanat d'Erevan dut se soumettre en 1828, après un siège d'une année. Puis bientôt, l'Iméréthie devint la dernière cible du gouvernement russe. Après une courte guerre, le roi Salomon II fut emprisonné et transporté à Tbilissi, avant de rejoindre l'Empire ottoman. Bientôt, toutes les principautés géorgiennes indépendantes (Abkhazie, Svanétie, Moukhran…) furent également annexées par l'empire russe. Dès lors, Saint-Pétersbourg créa la vice-royauté du Caucase avec pour centre administratif Tbilissi, vice-royauté qui sera divisée en gouvernements, dont celui de Géorgie-Iméréthie, l'actuelle Géorgie.
Mais la période d'annexion russe fut également une époque de développement de la société et de la culture géorgienne. À cette période, en effet, maintes églises furent restaurées, des écoles furent créées et la littérature géorgienne accéda à son apogée, notamment grâce aux écrivains Ilia Tchavtchavadzé et Akaki Tsereteli, dont les œuvres sont encore aujourd'hui des références en la matière. Toutefois, alors que la culture transcaucasienne se réorientait vers le christianisme orthodoxe (se séparant de la tradition persane qui dominait le pays durant près de cinq siècles), le nationalisme fit également son apparition. Plusieurs révoltes se produisirent durant le XIXe siècle et le socialisme fut introduit en Géorgie dès l'émancipation des serfs de Géorgie en 1865. La mort controversée du prince Dimitri Kipiani en 1887 fit également éclater des manifestations antirusses dans toute la Géorgie et bientôt, les Géorgiens profitèrent de la mauvaise situation en Russie pour se proclamer indépendants.

## Période russe

### Vice-royauté du Caucase (1785-1798 et 1806-1907)
Dans une communication faite à la Société de géographie de Genève en 1894, Victor Dingelstedt décrit ainsi la présence et l'influence russes : « La Russie est bien parvenue à russifier les couches supérieures de la société de l'ancienne capitale de la Géorgie, en ce qui concerne au moins les apparences et du reste les Russes eux-mêmes forment un contingent considérable. Les indigènes de marque, femmes et hommes, abandonnent de plus en plus leurs costumes nationaux, et avec les modes de Paris, on accepte aussi, si ce n'est l'esprit, du moins les apparences de la vie occidentale. Contrairement au système anglais, la bureaucratie russe a largement ouvert ses rangs aux indigènes, qu'on trouve à Tiflis à toutes les échelles de l'administration civile et militaire. »

## D'une Indépendance à l'autre: du 27 mai au 9 avril
- Parti ouvrier social-démocrate géorgien (1893-1953)
- Parti social-fédéraliste géorgien (1904-1923)
- Parti national-démocrate géorgien (1917-1921)

### République démocratique de Géorgie (1918-1921)
Dès 1917, les trois pays transcaucasiens profitent de la révolution russe pour proclamer leur indépendance au sein d'une union, la république démocratique fédérative de Transcaucasie (avril-mai 1918), gouvernée principalement par des Géorgiens et dont la capitale est Tbilissi. Mais la cohabitation des trois peuples sud-caucasiens vire aux nationalismes et à peine un an plus tard, la république démocratique de Géorgie est proclamée le 26 mai 1918. Deux jours plus tard, l'Arménie et l'Azerbaïdjan se séparent à leur tour et la RDFT disparait définitivement.
La situation géopolitique de la Géorgie de l'époque la met sous la protection automatique des forces de la Triplice et les troupes allemandes débarquent bientôt à Batoumi, une des villes qui sera plus tard donnée à l'empire ottoman.
Mais la fin de la Première Guerre mondiale change la situation locale et le gouvernement menchevik de Tbilissi est finalement reconnu par les alliés de la Triple-Entente, quand l'armée britannique établit une première base militaire dans la capitale du pays.
Cela n'empêche pas les pays voisins de s'en prendre au jeune État indépendant et entre 1918 et 1921, maintes guerres opposent la RDG à la Turquie, l'Arménie, l'Azerbaïdjan et la Russie. Cette dernière, sous le contrôle d'un gouvernement révolutionnaire de la Ciscaucasie, est par la suite remplacée par un gouvernement bolchévik qui signe un traité d'alliance avec Tbilissi en 1920. Or, malgré une coopération déclarée et une reconnaissance mutuelle, la Géorgie est finalement envahie par les forces soviétiques en février 1921, mettant fin à l'éphémère indépendance du pays.

### Annexion soviétique (1922)
Après l'invasion soviétique, la république socialiste soviétique de Géorgie est proclamée, et se développe bientôt un bras de fer entre les différentes fractions de Moscou, celles dirigées par Lénine et Staline, durant l'Affaire géorgienne des années 1920, qui mène également à la perte de près d'un tiers des territoires géorgiens au profit de ses différents voisins. En décembre 1922, l'URSS est proclamée, et la RSG devient une des trois républiques de la république socialiste fédérative soviétique de Transcaucasie, dissoute à son tour en 1936.

### La Géorgie sous Joseph Staline

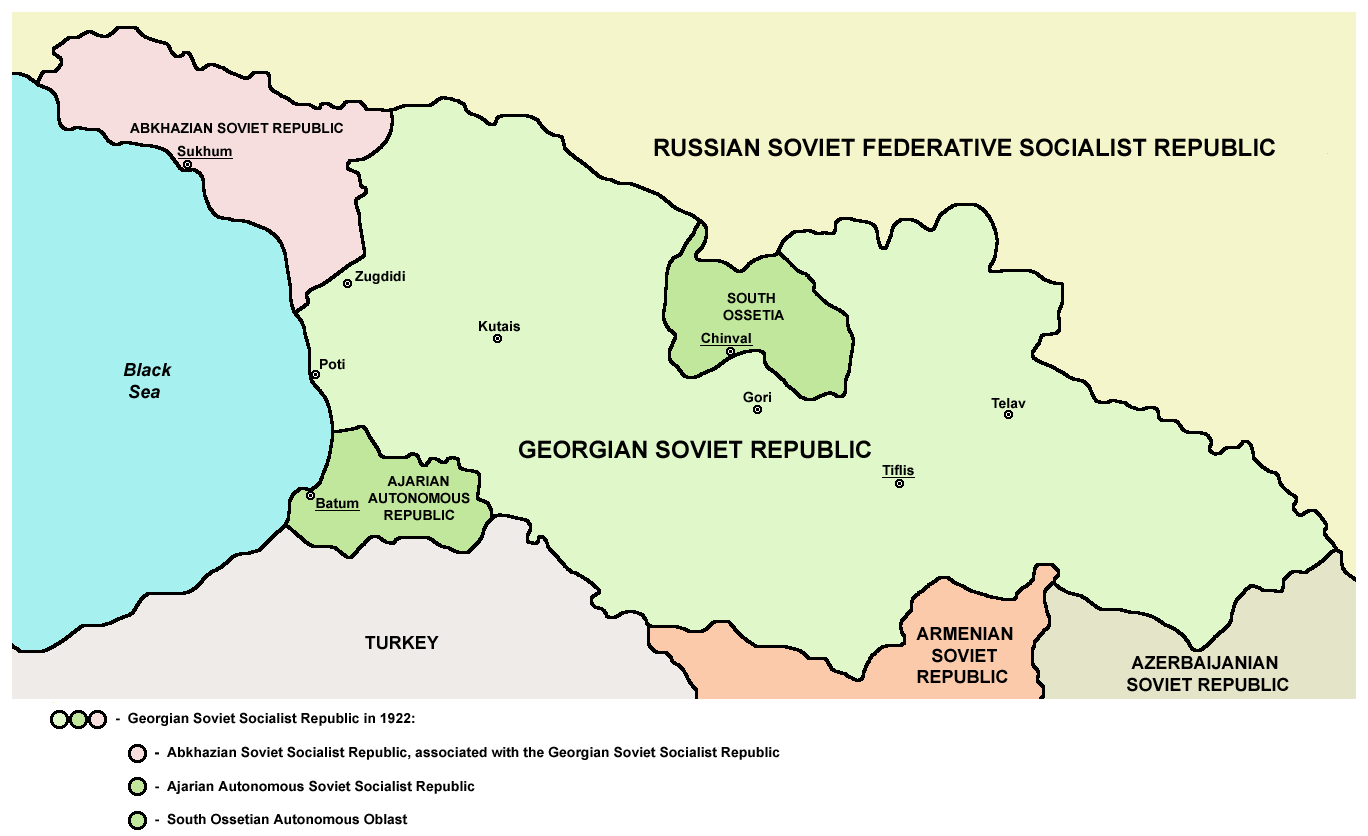

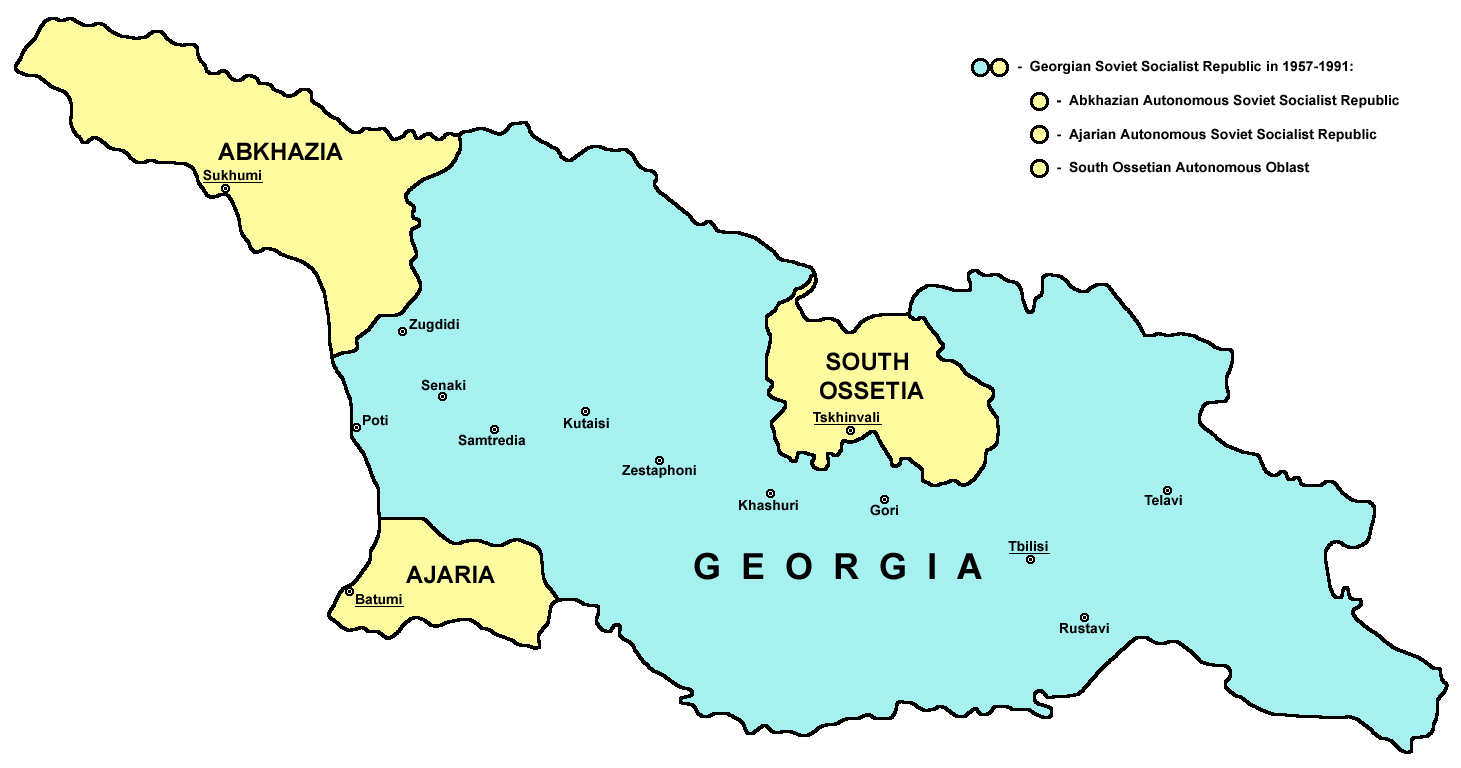

En 1922, Staline arrive à la tête de l'Union soviétique après avoir procédé à des éliminations politiques. À partir de cette époque, la destinée de la Géorgie change. En effet, le dictateur soviétique est né sous le nom de Joseph Djougachvili à Gori, en Géorgie et pour (entre autres) cette raison, le statut de la région change considérablement. Le soulèvement géorgien d'août 1924 en est une conséquence. Dans les années 1930, après avoir supprimé toute opposition anticommuniste, le gouvernement de Moscou fait de la Géorgie un endroit de détente pour les hommes riches de Russie. Puis petit-à-petit, la contrée se développa et après la Deuxième Guerre mondiale, plusieurs leaders du monde (dont Georges Pompidou, Fidel Castro…) visitent le pays.
- République démocratique de Géorgie (1918-1921)
- République socialiste soviétique de Géorgie (1921-1991)

### La déstalinisation et ses conséquences
À la mort de Staline en 1953, son successeur Nikita Khrouchtchev entame une politique qui consiste à supprimer le culte de la personne de l'ancien chef d'État. Pour cette raison, plusieurs manifestations et révoltes éclatent à Tbilissi, et chacune d'entre elles est brutalement arrêtée. Bientôt, une opposition se développe et à partir des années 1970, un sentiment nationaliste fort se développe en Géorgie. En 1990, finalement, la RSS de Géorgie est dissoute et remplacée par le Conseil Suprême.

## La Géorgie post–soviétique (1991-)
En 1991, c'est la dislocation de l'URSS et la création de la Communauté des États indépendants (CEI).

### Présidence nationaliste Zviad Gamsakhourdia (1991-1992)
La Géorgie proclame son indépendance le 9 avril 1991 et nomme comme chef d'État Zviad Gamsakhourdia (1939-1993). Celui-ci s'impose bientôt comme un dictateur nationaliste, et une opposition se développe quelques mois seulement après son arrivée au pouvoir. Entre-temps, le gouvernement profite de la situation pour supprimer l'autonomie de l'oblast d'Ossétie du Sud, qui est alors intégrée à la région de Mtskheta-Mtianétie. Cette action pousse les autochtones ossètes à se rebeller contre le gouvernement, et des affrontements militaires font des dizaines de morts jusqu'à la fin de l'année. Finalement, les troupes nationales perdent le contrôle du conflit quand les séparatistes, probablement soutenus par la Russie, proclament leur indépendance le 28 novembre.

### Coup d'État et guerre civile (1991-1993)

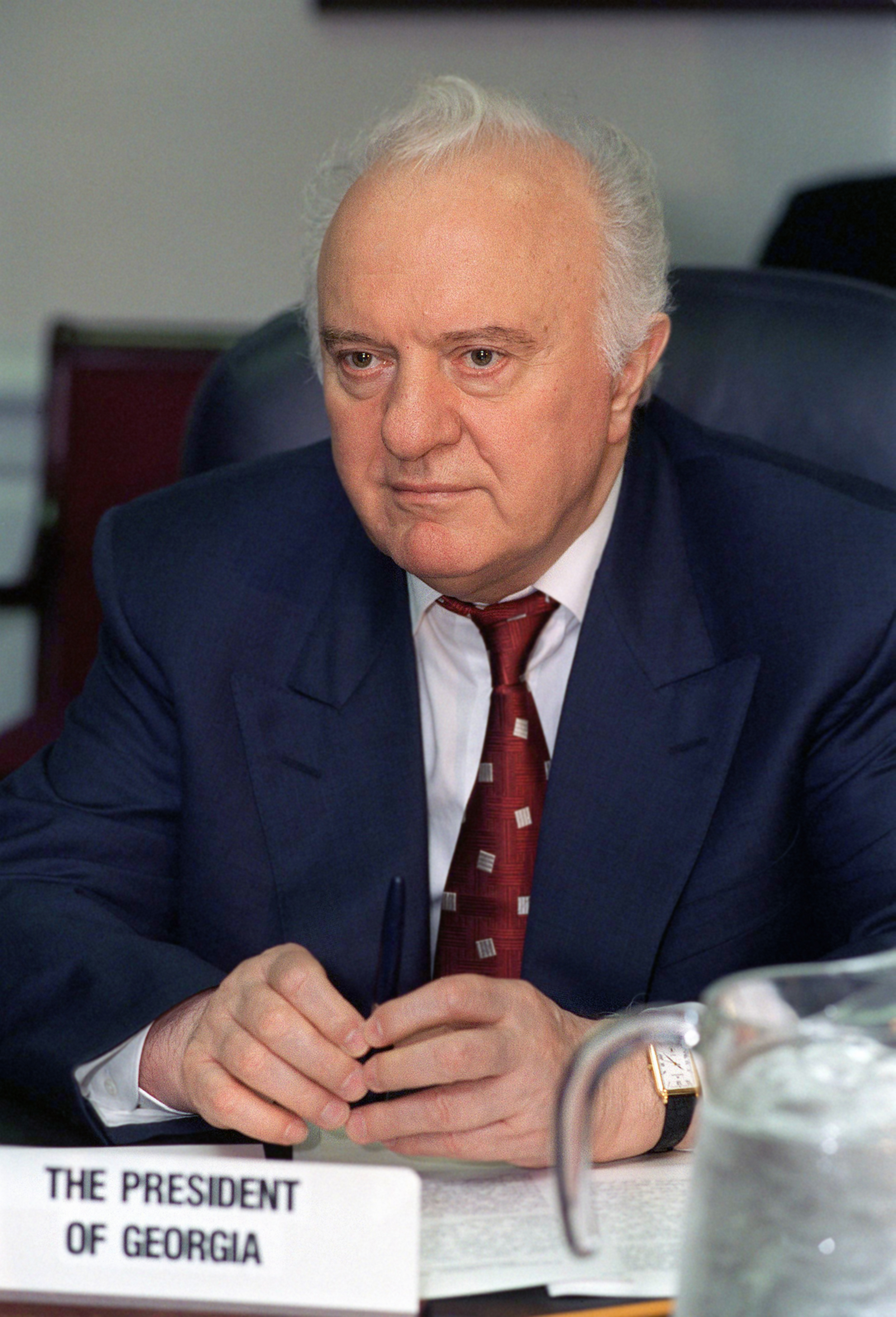
Edouard Chevardnadze, chef d'État de la Géorgie de 1992 à 2003.

Plus tard dans l'année, les membres de l'opposition s'arment quand le commandant limogé de la Garde Nationale Tenguiz Kitovani rejoint le camp anti-Gamsakhourdia. À la fin du mois de décembre 1991, ils commencent le siège du Parlement, qui est pris le 6 janvier 1992, date du coup d'État qui amène l'exil du Président Gamsakhourdia chez ses voisins caucasiens. À ce moment, un Conseil d'État est formé et l'ancien chef du parti communiste géorgien Edouard Chevardnadze est désigné comme chef du Conseil intérimaire.

### Conflits séparatistes (1991-1992)
Celui-ci poursuit la guerre en Ossétie du Sud et, au lieu d'atténuer les conflits séparatistes, envoie des troupes géorgiennes en Abkhazie pour réprimer les nationalistes qui virent vers la sécession à leur tour. Mais Tbilissi se heurte à une opposition armée et soutenue logistiquement par la Russie. En un peu plus d'une année, la guerre est achevée et les séparatistes, après avoir déclaré à leur tour leur indépendance, se livrent à un nettoyage ethnique des Géorgiens présents sur leur territoire. À la suite de cette défaite, Tbilissi tente de se rapprocher politiquement de la Russie qui s'accorde à lui envoyer une aide militaire pour combattre les nouveaux opposants menés par Gamsakhourdia qui a établi un gouvernement en exil à Zougdidi. Cette ville est par la suite prise par les autorités géorgiennes en novembre 1993, et un mois plus tard Zviad Gamsakhourdia est retrouvé mort dans le village de Khiboula.
La défaite du nouveau gouvernement géorgien face aux séparatistes fait monter leur impopularité chez le peuple, dont une partie continue à se battre en l'honneur de Gamsakhourdia.

### Présidence de Chevardnadze (1992-2003)
En 1995, de nouvelles élections furent organisées et, à la suite de celles-ci, le Conseil d'État est dissous. Edouard Chevardnadze devient président de la république de Géorgie. Sa présidence est notamment caractérisée par une longue crise économique qui attise l'ire de plusieurs membres du gouvernement soutenus par les capitalistes occidentaux contre lui. En 2000, il est réélu à la présidence de la République, mais ne peut empêcher plusieurs partis d'opposition de se former.

### Révolution des Roses (novembre 2003)
Par une dernière tentative, il essaie d'orienter sa politique en direction de l'Occident, notamment en concluant une alliance militaire avec les États-Unis, mais en novembre 2003 le peuple se révolte et mène la révolution des Roses qui aboutit à la destitution de Chevardnadze. Un gouvernement intérimaire est alors constitué et en janvier 2004, Mikheil Saakachvili (1967-) est élu à la présidence.

### Présidence de Saakachvili (2004-2013)

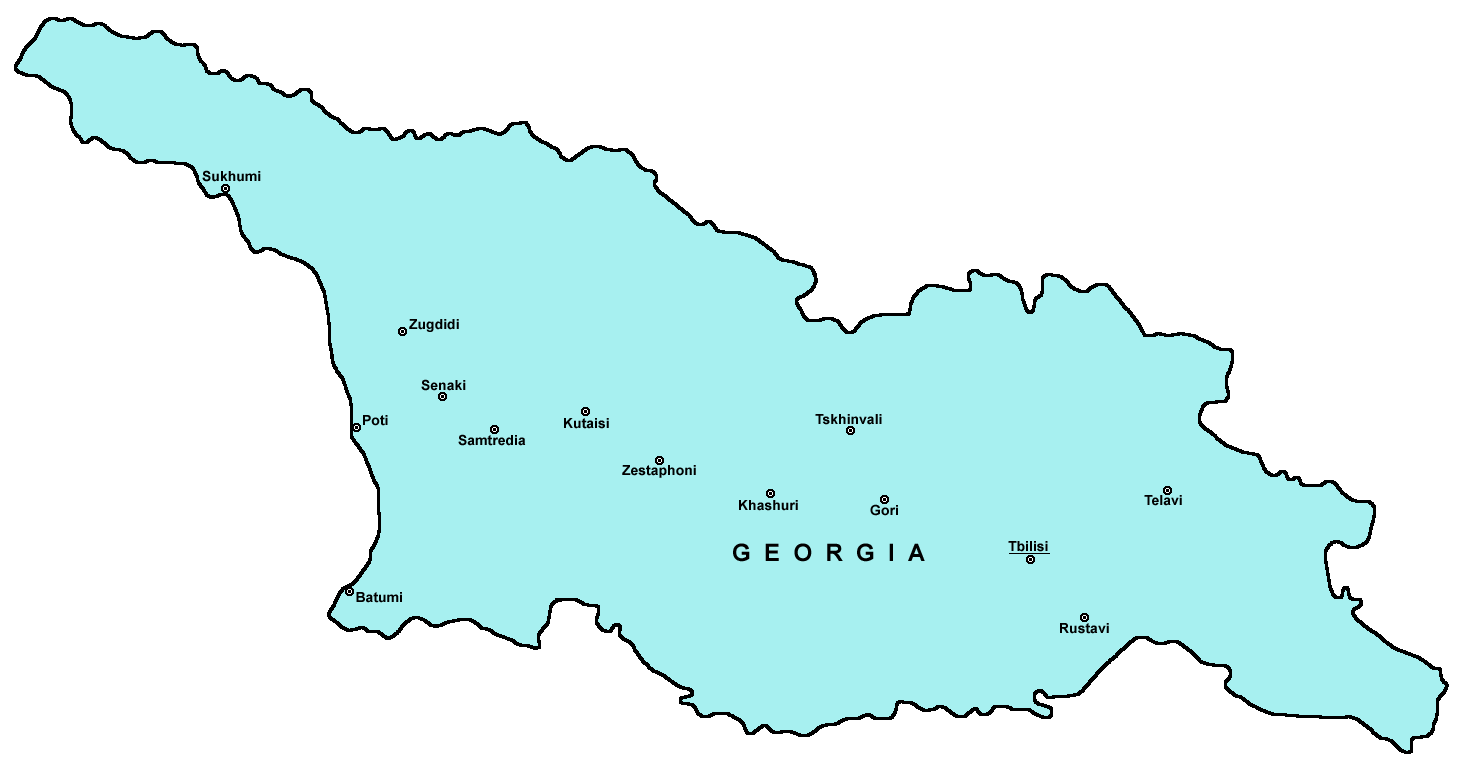

Ce dernier entame une ouverture économique et conclut des alliances avec les pays arabes et occidentaux, qui redressent la situation financière critique. Saakachvili met en œuvre également une politique anti-russe et pro-occidentale ; en particulier, la Géorgie demande son adhésion à l'OTAN avec l'Ukraine. Mais cela ne règle pas la situation des provinces sécessionnistes, qui ne sont toujours pas reconnues sur le plan international. Les échecs des tentatives de réunification du pays entraînent de nombreuses manifestations en novembre 2007, et Mikheil Saakachvili doit démissionner un mois plus tard, pour organiser des élections présidentielles anticipées. Il est à nouveau élu en janvier 2008, malgré une grande impopularité.
À partir de cette réélection, les affrontements militaires entre les séparatistes abkhazes et sud-ossètes et les Géorgiens se multiplient. En avril 2008, une crise aérienne oppose Tbilissi à l'Abkhazie, tandis que quelques mois plus tard une bombe tue des policiers géorgiens à la frontière sud-ossète.

### Crise russo-géorgienne (2008)
Dans le but de reprendre le contrôle de la région, Moscou décide de distribuer des passeports russes aux habitants de Tskhinvali et alentours (pour utiliser par la suite le prétexte qu'ils sont tous citoyens Russes), et procède à l’évacuation des populations de la région vers la Russie avant de commencer l'occupation armée de la région. Or l'armée géorgienne arrive et prend la défense de la ville quasi vide de Tskhinvali. Les russes ont dès le début (le 8 août 2008) bombardé les pistes d’atterrissage et de décollage de l’aéroport militaire de Géorgie, rendant impossible l'utilisation de l'aviation géorgienne.
Toutefois les russes ne parviennent pas à prendre la ville de Tskhinvali par les forces terrestres (pourtant largement supérieures en nombre aux forces géorgiennes), à la suite de quoi les Russes décident de bombarder la ville. Dans les jours qui suivent, ils bombardent une grande zone du territoire géorgien largement en dehors de la zone du conflit, et leurs troupes militaires terrestres (avec tanks et blindées) avancent jusqu’à la ville de Kaspi dans la direction de Tbilissi. Le 12 août, Moscou arrête son avancée en direction de la capitale géorgienne. Les combats entre belligérants s’arrêtent. Dans la soirée, avec la médiation de la Présidence française de l’UE, la Russie et la Géorgie acceptent un accord sur un plan en 6 points.
La Russie, bien que signataire de cet accord, n'a, jusqu'à aujourd'hui, respecté aucun des points de ce dernier.[réf. nécessaire] Actuellement l'armée russe occupe environ 20 % de la Géorgie (l'Abkhazie, l'Ossétie du Sud et une partie de la région de Leningori).
Cette deuxième guerre d'Ossétie du Sud s'achève deux semaines plus tard, mais reste un sujet de forte tension entre Tbilissi et Moscou, qui reconnaît au mois d'août 2008 les indépendances de l'Abkhazie et de l'Ossétie du Sud. L'exemple de Moscou est alors suivi seulement par le Nicaragua un mois plus tard et par le Venezuela un an plus tard, puis par Nauru en 2009.
Le 29 août 2008, la Géorgie rompt toute relation diplomatique avec la fédération de Russie. Le gouvernement suisse accepte de représenter les intérêts de la Géorgie à Moscou, via une section des intérêts géorgiens.

### Situation actuelle et future du pays (depuis 2013)
Le 27 octobre 2013, Guiorgui Margvelachvili remporte l'élection présidentielle de 2013, battant le candidat du parti du président Saakachvili, Davit Bakradze.

### Galerie de personnalités politiques contemporaines

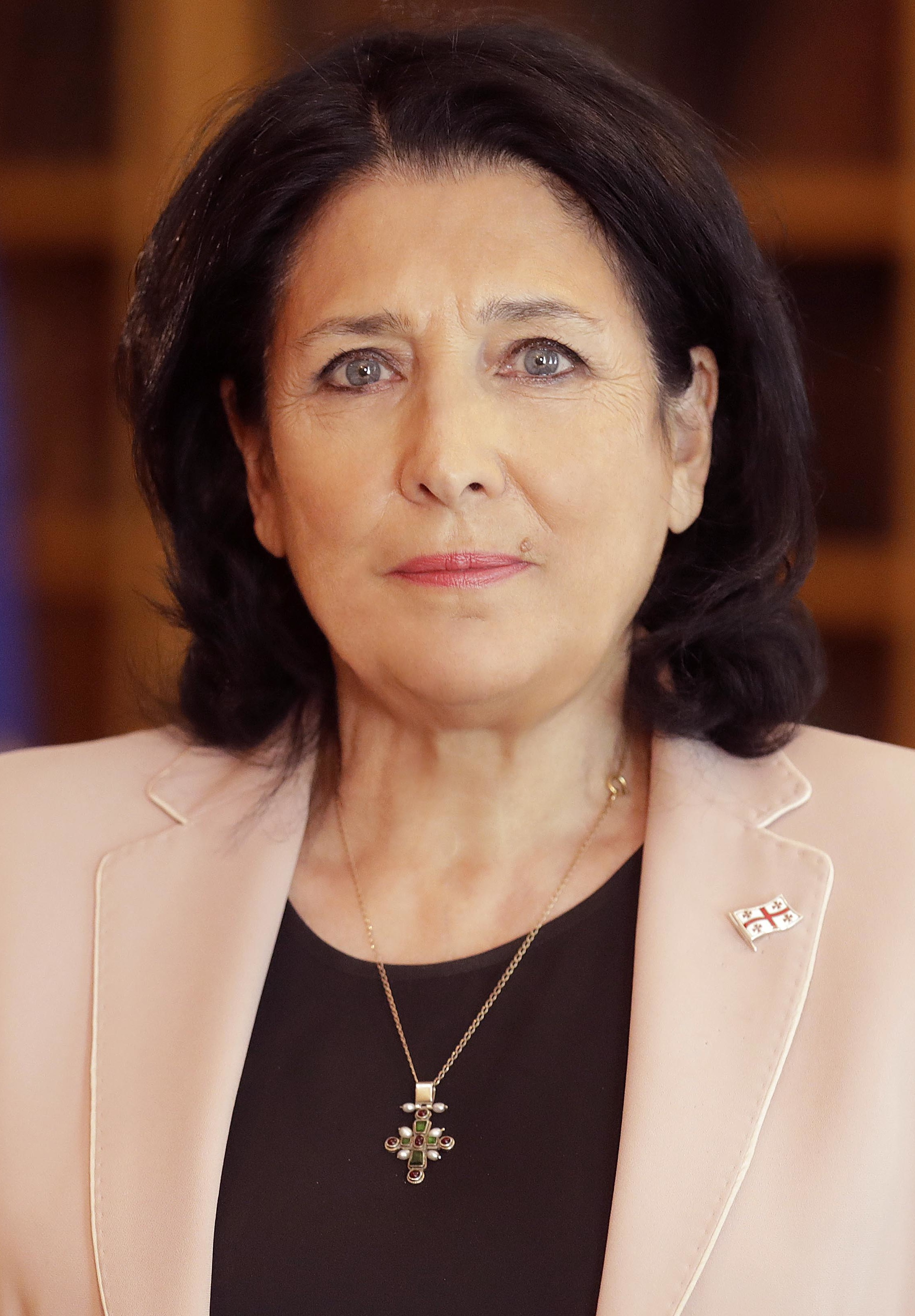
Salomé Zourabichvili 2018-2024
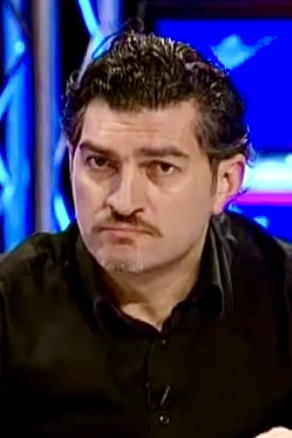
Mikheïl Kavelachvili 2024-présent

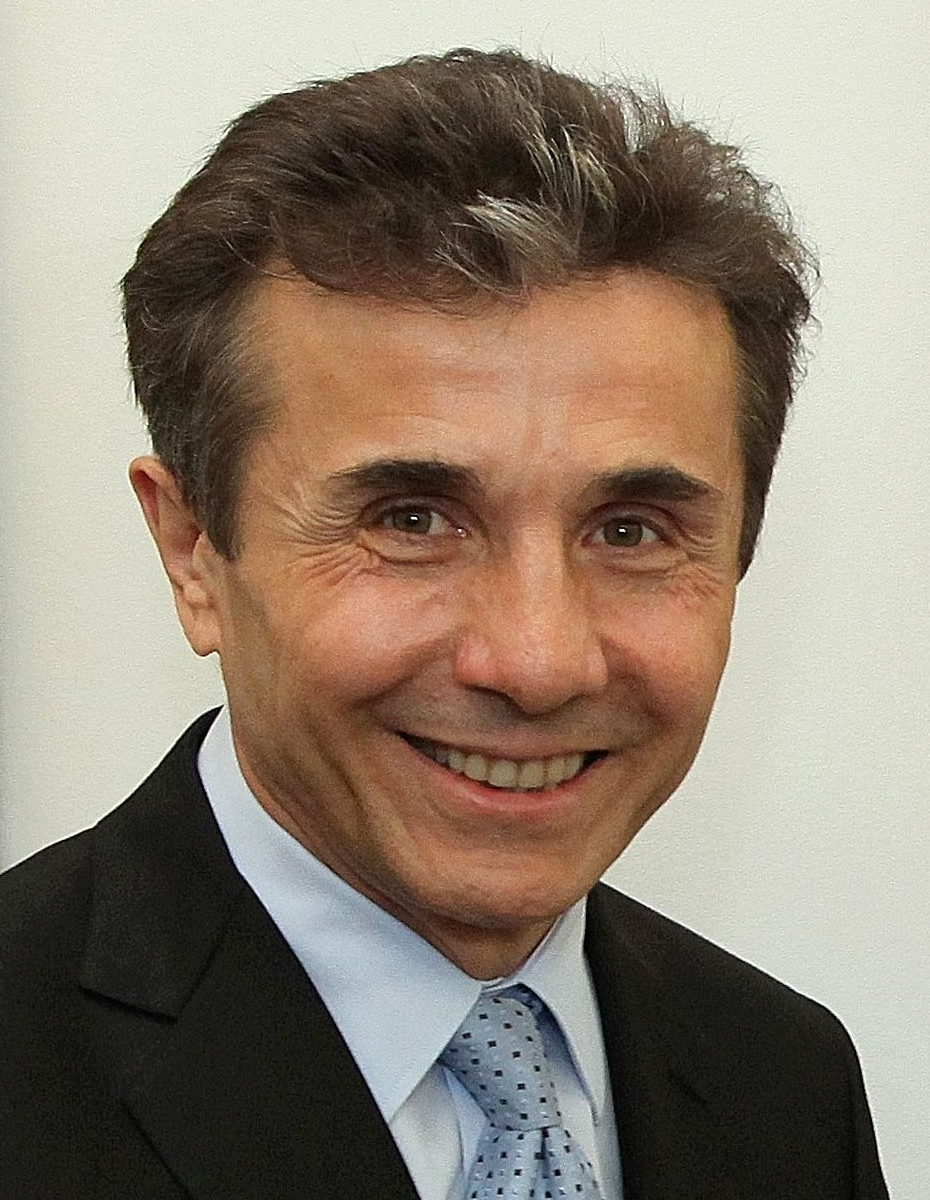
Bidzina Ivanichvili 2012-2013
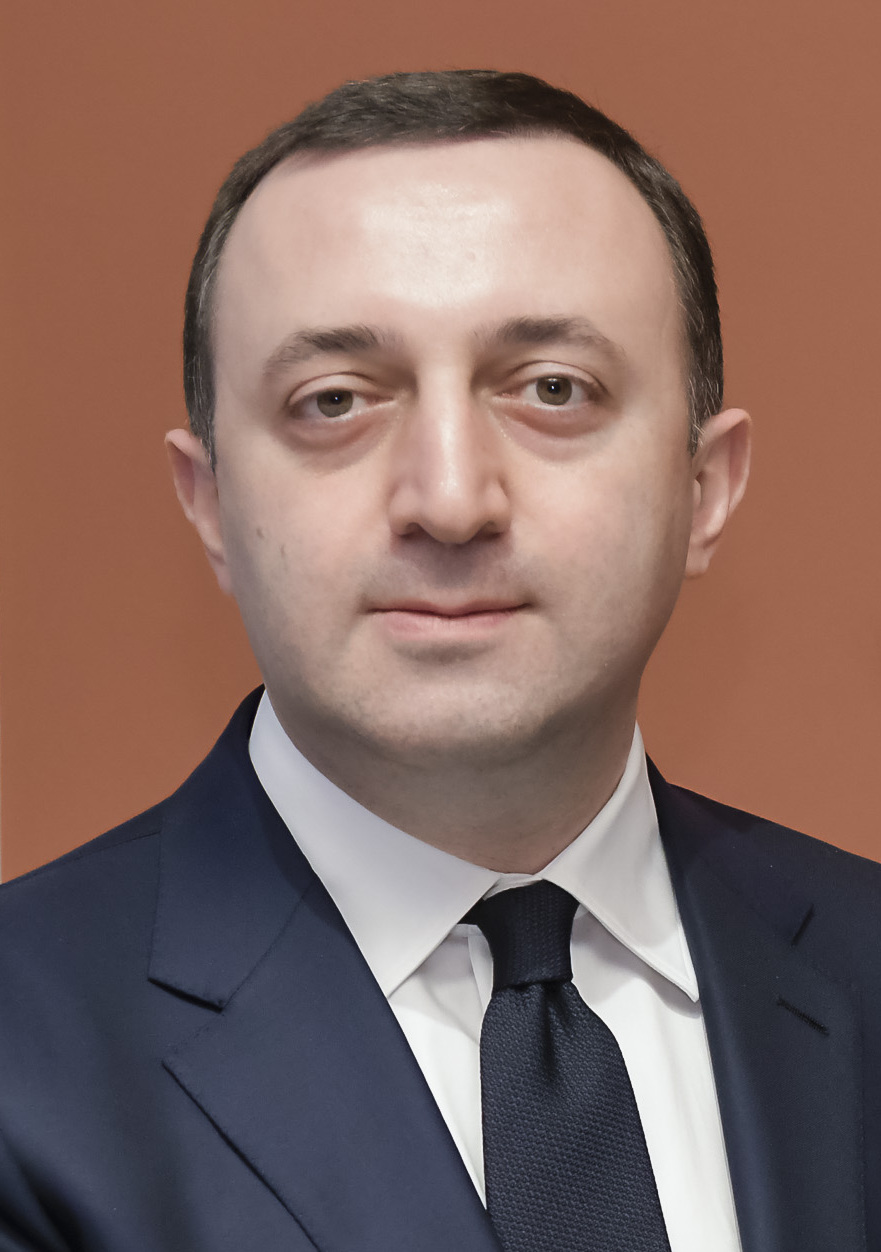
Irakli Garibachvili 2013-2015 2021-2024
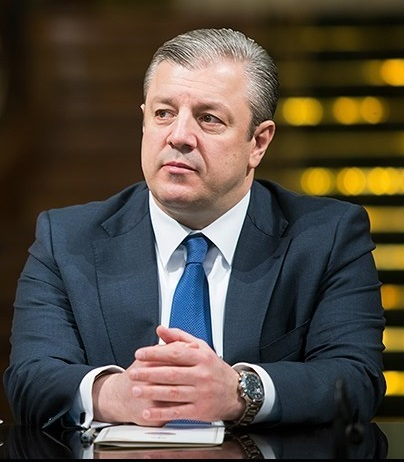
Guiorgui Kvirikachvili 2015-2018
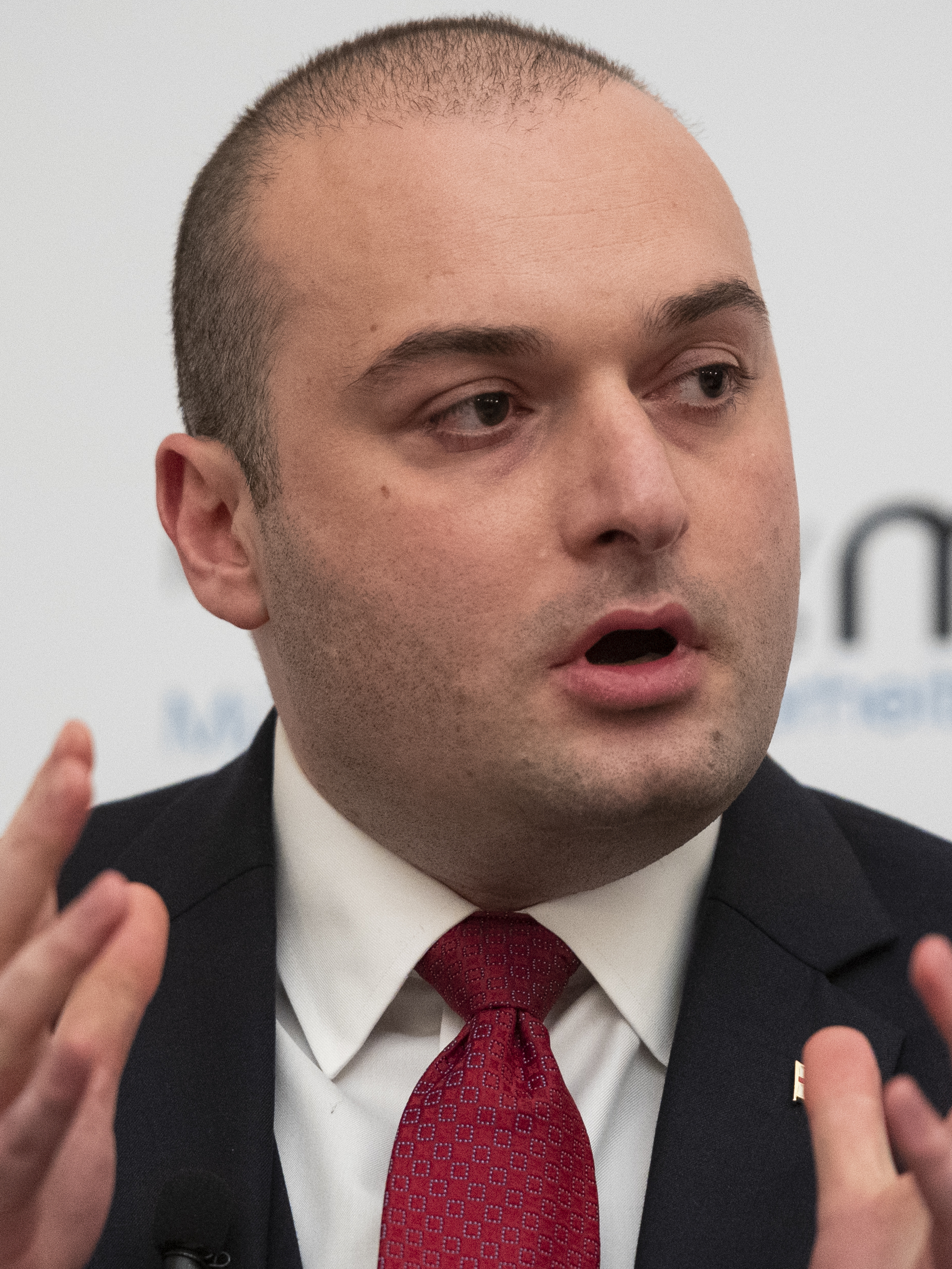
Mamouka Bakhtadze 2018-2019
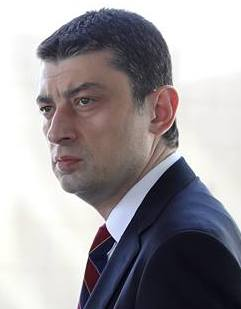
Guiorgui Gakharia 1919-1921

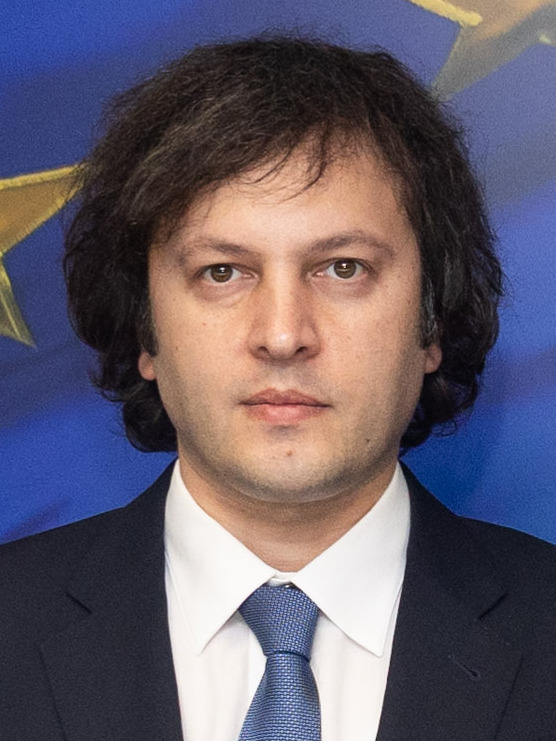
Irakli Kobakhidze 2024-présent

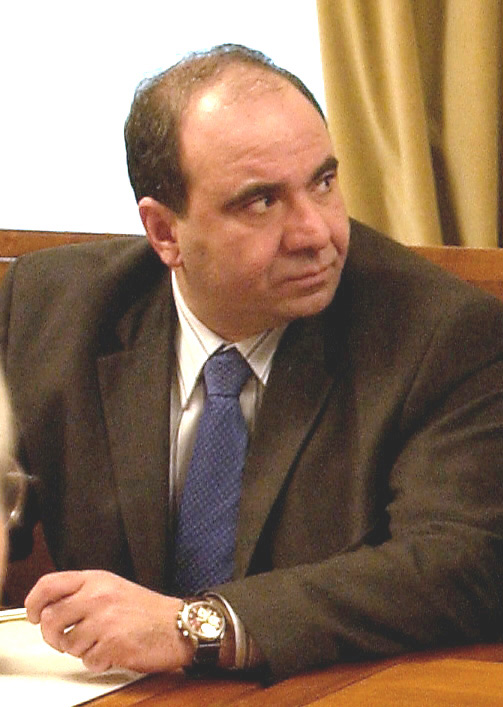
Zourab Jvania 1995-2001
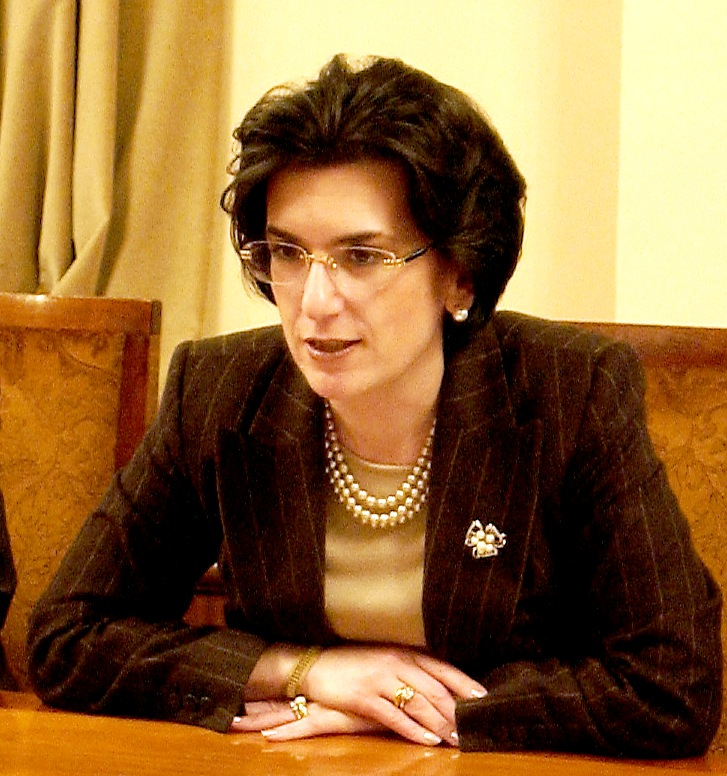
Nino Bourdjanadze 2001-2008
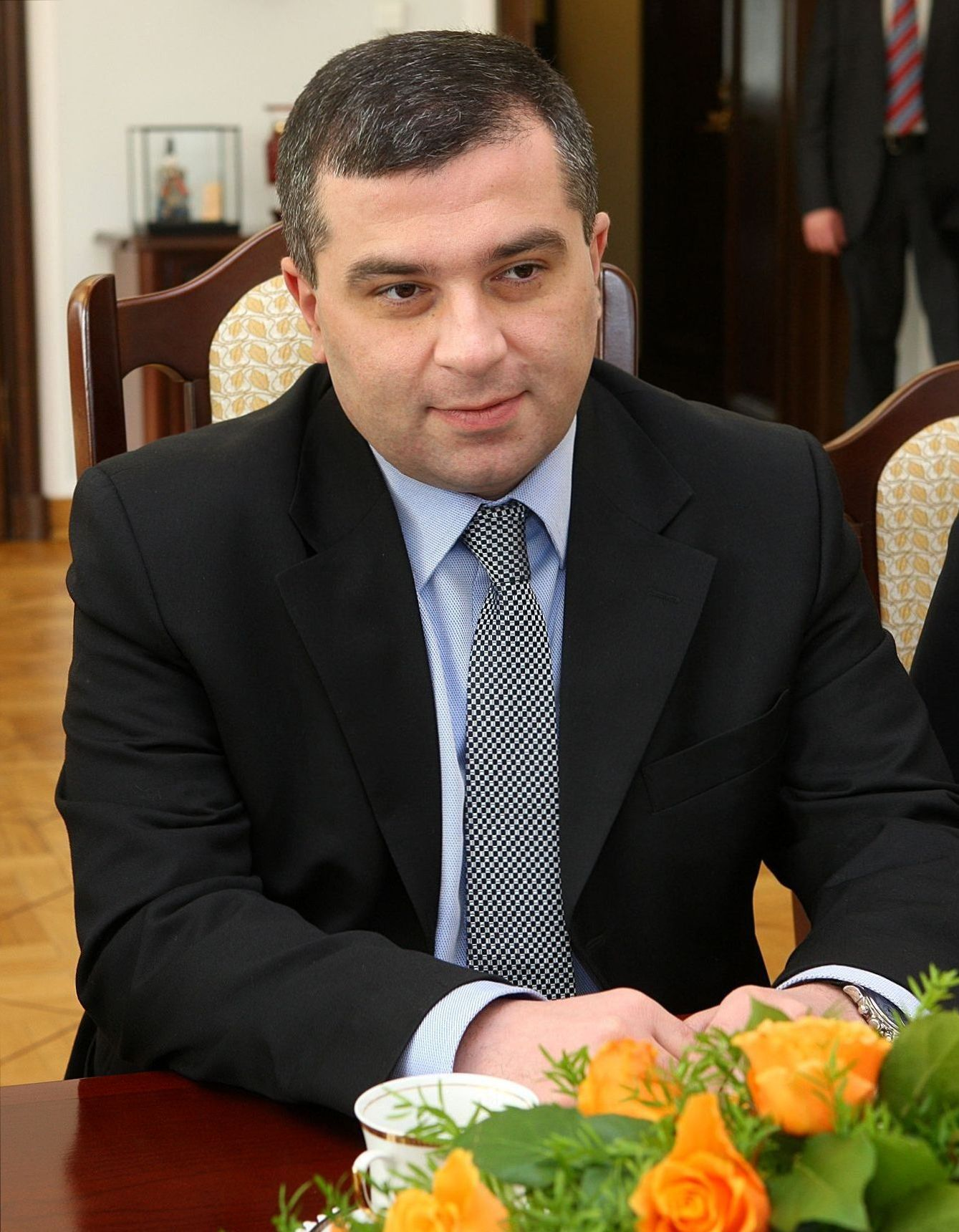
Davit Bakradze 2008-2012
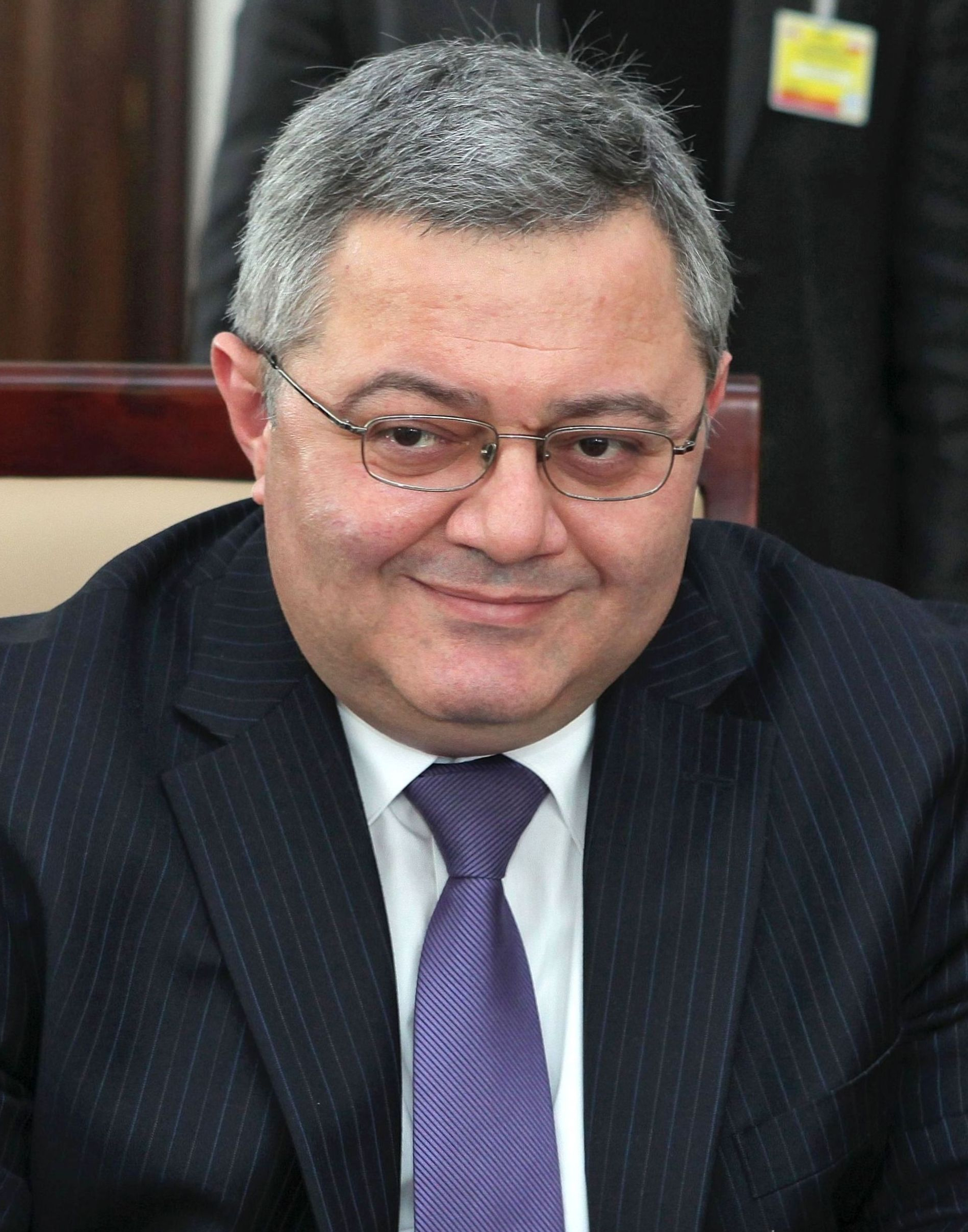
David Oussoupachvili 2012-2016
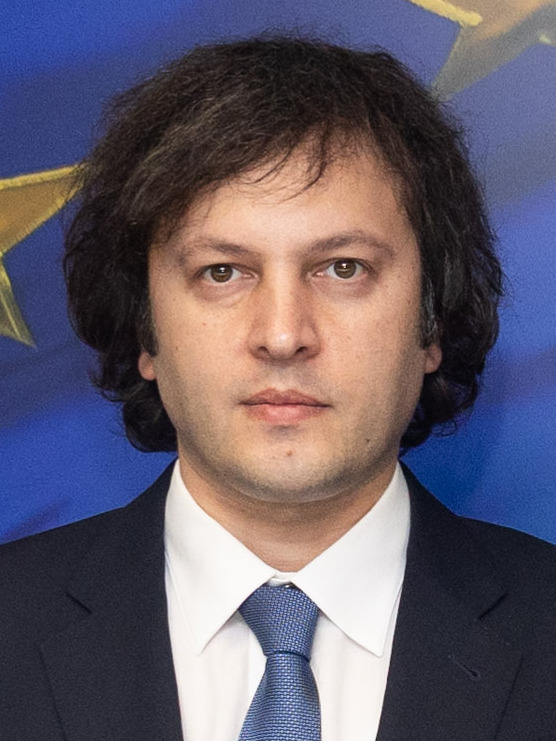
Irakli Kobakhidze 2016-2019

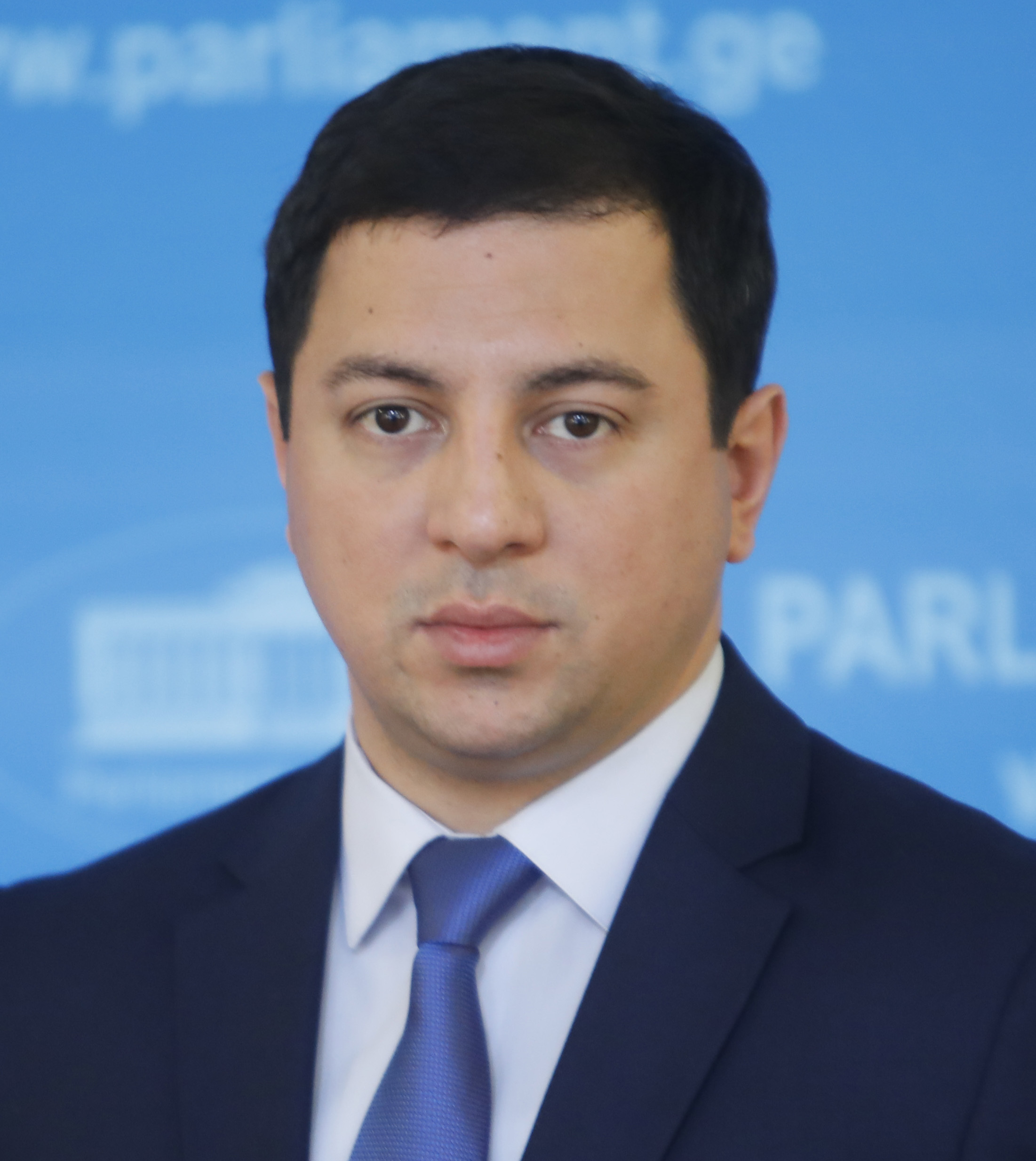
Artchil Talakvadzé 2019-2021
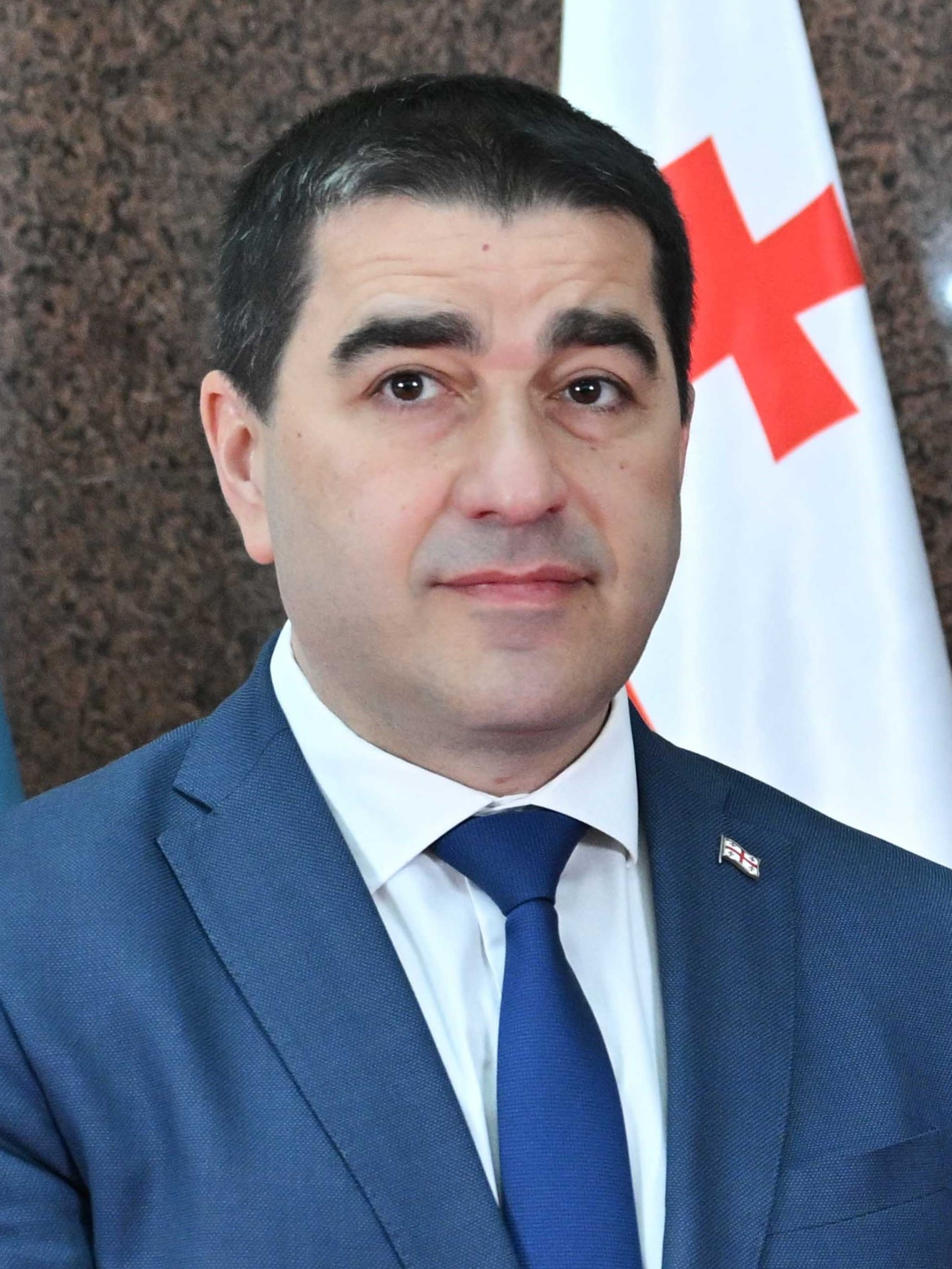
Chalva Papouachvili 2021-présent

Présidence

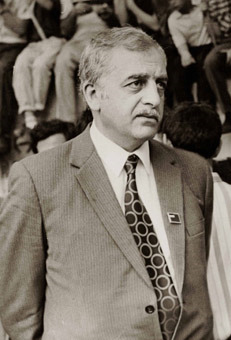
Zviad Gamsakhourdia 1990-1992
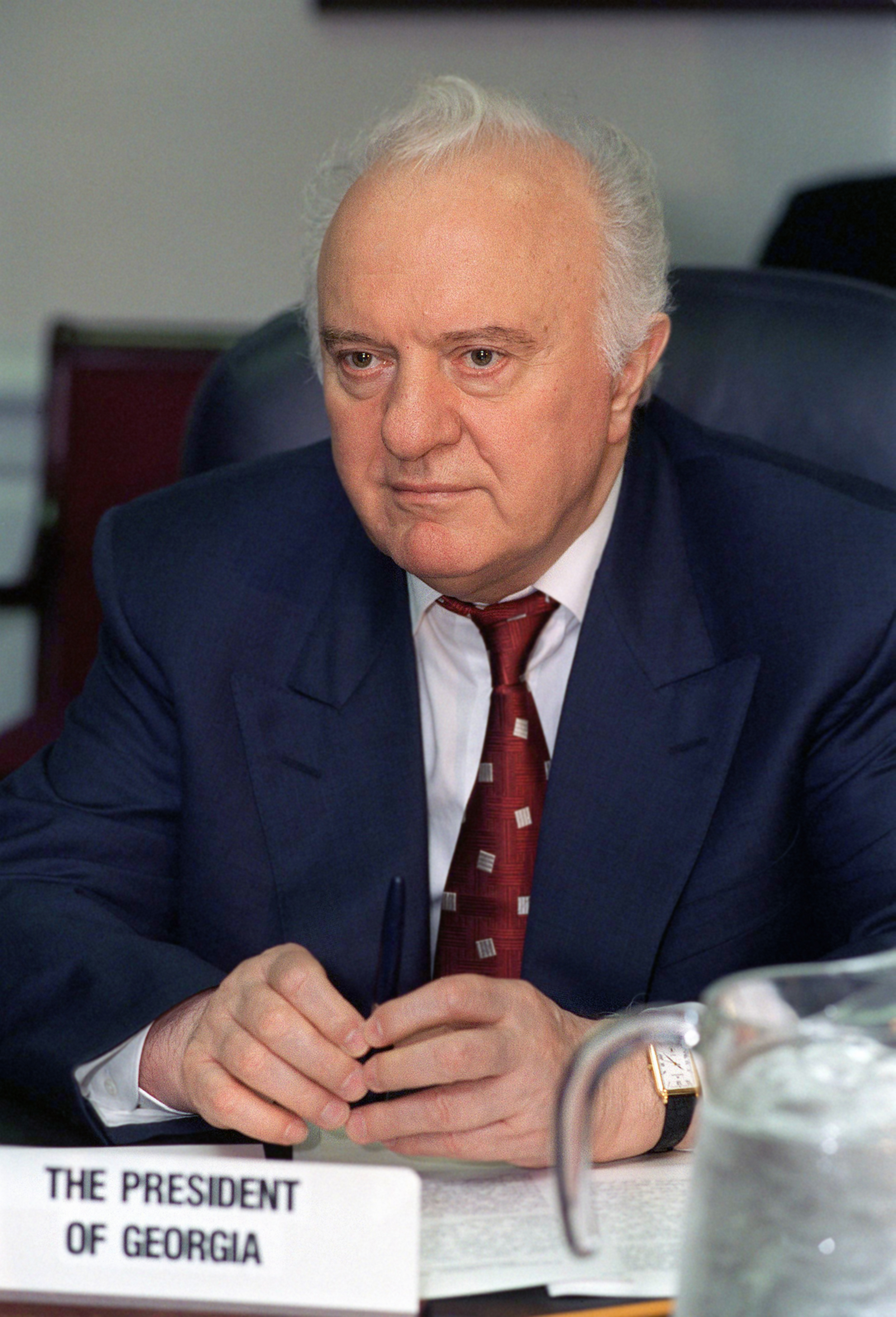
Edouard Chevardnadze 1992-2003
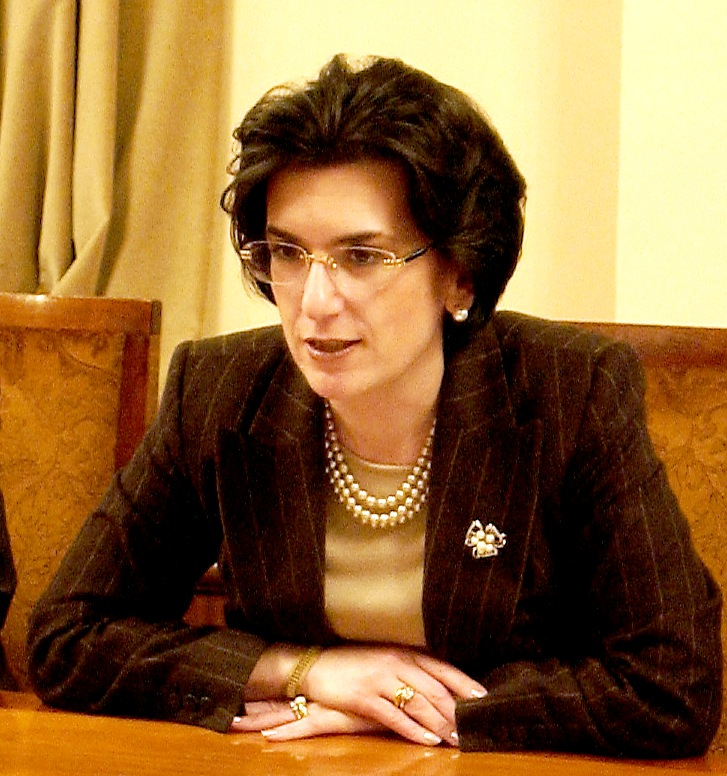
Nino Bourdjanadze 2003-2004 2007-2008
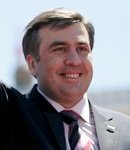
Mikheil Saakachvili 2004-2007 2008-2013
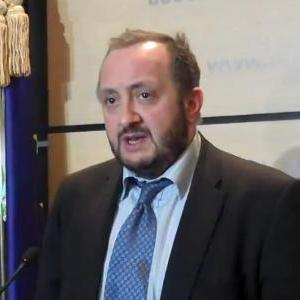
Guiorgui Margvelachvili 2013-2018

- Salomé Zourabichvili
2018-2024
- Mikheïl Kavelachvili
2024-présent

Premier ministre de Géorgie
- Bidzina Ivanichvili
2012-2013
- Irakli Garibachvili
2013-2015
2021-2024
- Guiorgui Kvirikachvili
2015-2018
- Mamouka Bakhtadze
2018-2019
- Guiorgui Gakharia
1919-1921

- Irakli Kobakhidze
2024-présent

Présidence du Parlement
- Zourab Jvania
1995-2001
- Nino Bourdjanadze
2001-2008
- Davit Bakradze
2008-2012
- David Oussoupachvili
2012-2016
- Irakli Kobakhidze
2016-2019

- Artchil Talakvadzé
2019-2021
- Chalva Papouachvili
2021-présent

## Sources
- Philipp Ammon, Georgien zwischen Eigenstaatlichkeit und russischer Okkupation: Die Wurzeln des russisch-georgischen Konflikts vom 18. Jahrhundert bis zum Ende der ersten georgischen Republik (1921). Klagenfurt, Kitab, 2015, 232 p.
- Alexandre Manvelichvili, Histoire de la Géorgie, Paris, Nouvelles Éditions de la Toison d'Or, 1951, 476 p.
- Nodar Assatiani et Alexandre Bendianachvili, Histoire de la Géorgie, Paris, l'Harmattan, 1997, 335 p. [détail des éditions] (ISBN 2-7384-6186-7, présentation en ligne)
- Nodar Assatiani et Otar Janelidze, History of Georgia. Tbilissi, 2009
- Marie-Félicité Brosset, Histoire de la Géorgie depuis l’Antiquité jusqu’au XIXe siècle, v. 1-7. Saint-Pétersbourg, 1848-58. (Lire ce livre avec Google Books : , )
- Pierre Razoux, Histoire de la Géorgie, Paris, Perrin, 2009,  (ISBN 978-2-262-02645-5)